# Allaitement maternel

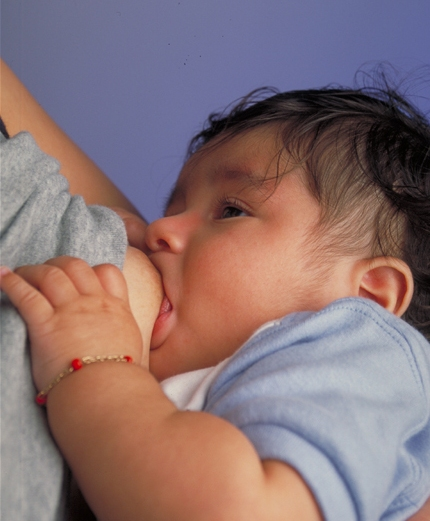
Enfant en train de téter.

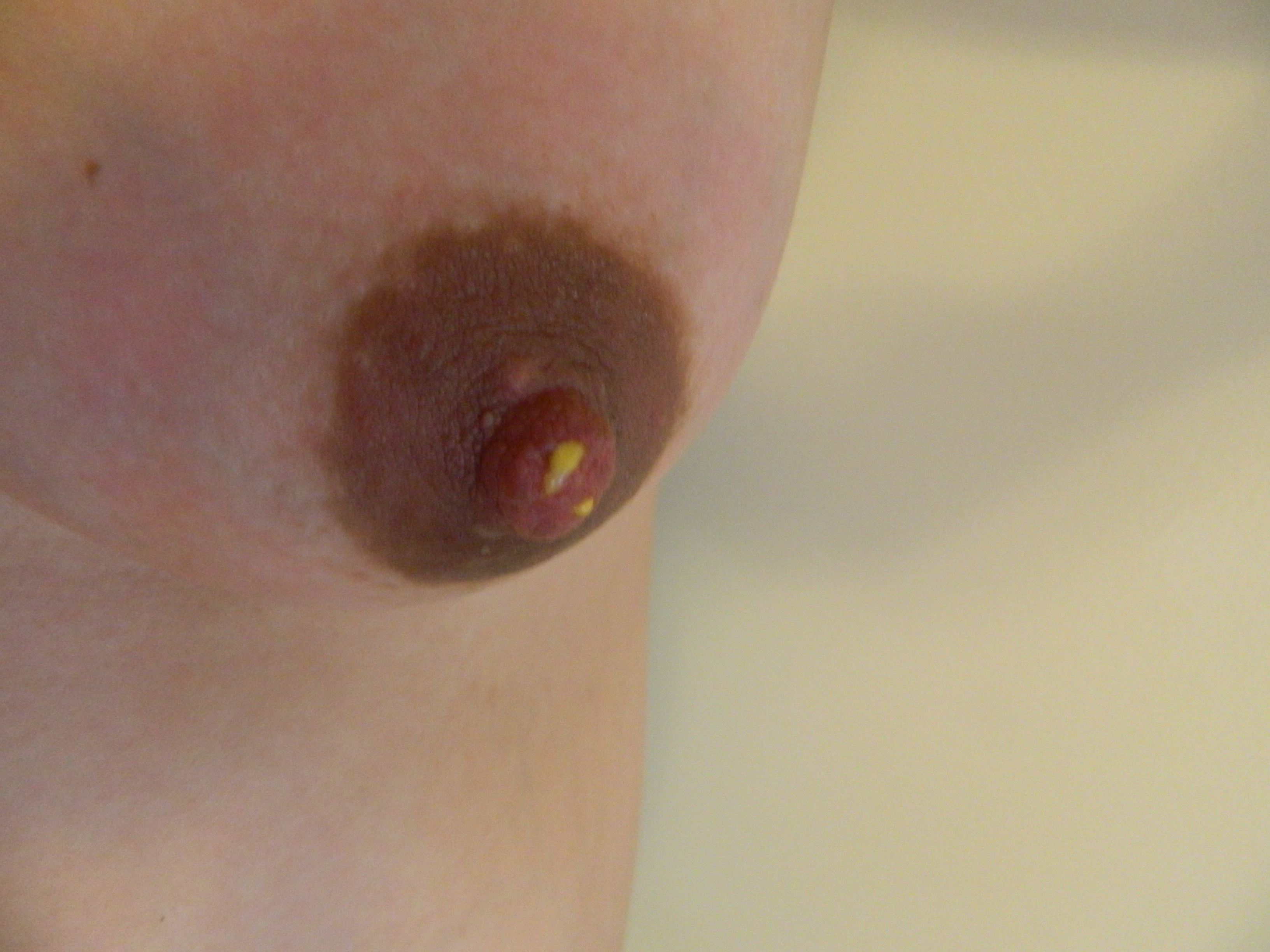
Le colostrum.

Symbole international de l'allaitement.

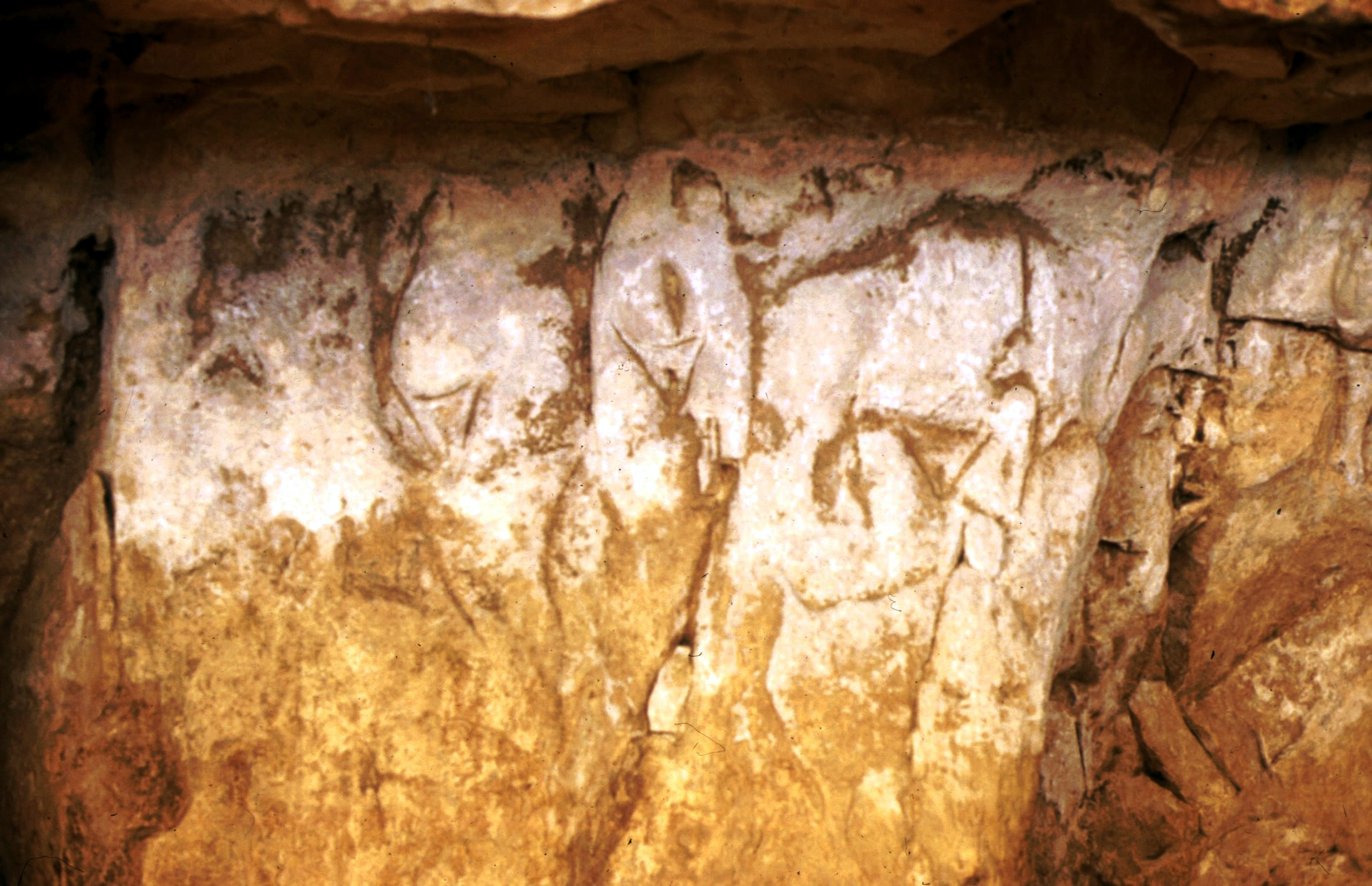
Le panneau des femmes sculptées du Roc-aux-Sorciers recèle des sculptures monumentales pariétales datées du Paléolithique supérieur. Éclairée sous un certain angle, généralement en lumière frisante, la figure du milieu avec les seins gonflés représenterait une femme allaitante ayant tout juste accouché comme le suggérerait la vulve large et ouverte.

L'allaitement maternel consiste pour une femme à nourrir son propre enfant grâce au lait produit par les seins.
Les bébés possèdent un réflexe de succion et de déglutition leur permettant de téter et d'avaler le lait. Dans la médecine moderne, le lait maternel est considéré comme la forme la plus saine du lait pour bébés. L'allaitement possède des avantages aussi bien pour la mère que pour le bébé car il aide à la prévention des maladies,,. Un allaitement de plus de 6 mois est souvent associé à une meilleure santé mentale durant l'enfance et l'adolescence.
L'allaitement par d'autres femmes que la mère biologique a fréquemment été utilisé dans l'histoire, qu'il s'agisse de nourrices mercenaires, de proches de la mère, ou, plus récemment, via la lactation induite.

## Vue d'ensemble
À la naissance, la composition du lait maternel correspond en qualité aux nécessités spécifiques du nourrisson. Développée en cours de gestation maternelle, la lactation des seins s'enclenche dès la naissance du nouveau-né. Sous les tétées au sein ou l'extraction régulière du lait, la lactation se continue aussi longtemps que la stimulation des seins reste effective. Le lait maternel humain peut nourrir l'enfant jusqu'à trois ans et même davantage. Le recours à une autre nourrice que la mère est tombé en désuétude dans beaucoup de pays.
Le colostrum des premiers jours puis le lait à maturité répondent naturellement à l'alimentation exclusive des six premiers mois de vie du nouveau-né humain (digestion facile, apport d’énergie optimal), à terme et en santé. La tétée et la combinaison du lait maternel comblent les besoins nutritifs, immunologiques et affectifs liés à la croissance optimale des mutations du nourrisson. L’allaitement au sein assiste le développement neurologique et les défenses immunitaires de l’enfant et confère une défense additionnelle contre les infections gastro-intestinales.
L'aliment maternel peut également être extrait mécaniquement (extraction manuelle, tire-lait), transporté, stocké (à titre personnel ou par un lactarium) et administré au bébé par différents moyens (sonde, dispositif d'aide à la lactation, cuillère, tasse, biberon…). À défaut d’allaitement, le lait maternel est remplacé par un substitut, une préparation lactée commerciale généralement à base de lait de vache (de zéro à six mois : préparation pour nourrisson, de six mois à un an : lait de suite). Selon l'OMS, l'introduction d'aliments solides n'est conseillée qu'après l'âge de six mois.

## Physiologie

### Dispositif de lactation
La structure interne de base du sein, constituée de 15 à 25 canaux galactophores (ou lactifères, du latin lactifer « qui transporte le lait ») débouchant à la surface du mamelon par des pores indépendants, est présente à l’état rudimentaire dans les deux sexes, de l’âge embryonnaire à l’âge adulte. Chez la femme pubère, la glande mammaire se développe sous l’influence hormonale : stéroïdes ovariens, prolactine, hormone de croissance, glyco-corticoïdes, etc. Les œstrogènes développent les canaux galactophores et la progestérone développe les bourgeons glandulaires, les futures cellules productrices, les acini.
Chez la femme enceinte, les œstrogènes induisent un allongement des canaux galactophores, la progestérone, la prolactine et l'hormone lactogène placentaire la multiplication et le développement des acini. La progestérone inhibe la prolactine, empêchant la sécrétion du lait. Mais les hormones produites pendant la grossesse dépendent aussi du placenta. En fin de grossesse, les rameaux galactophores sont largement garnis d’acini, au total entre 6 000 et 200 000 unités microscopiques, disposées par grappes de 10 à 100 et constituant ainsi des lobules ou unités ducto-lobulaires de 0,1  à   1 mm de diamètre chacun. De 20 à 40 de ces lobules sont regroupés en rameaux autour d’un des canaux galactophores, formant ainsi un lobe. Les canaux des 15 à 25 lobes de tissu glandulaire convergent vers de plus grands canaux à l'arrière du mamelon. Ces canaux s'ouvrent sur le mamelon par 4 à 18 orifices.
À l'accouchement, la chute du taux sanguin d'œstrogènes et de progestérones s’accompagne d’une libération massive de prolactine pour la fabrication de lait dans les acini. Aussi longtemps que la mère allaite, les acini continuent à se développer. Après le sevrage, les acini disparaissent et les canaux galactophores s'atrophient. Les rameaux se regarnissent à nouveau d’acini au cours de la grossesse suivante.

### Processus

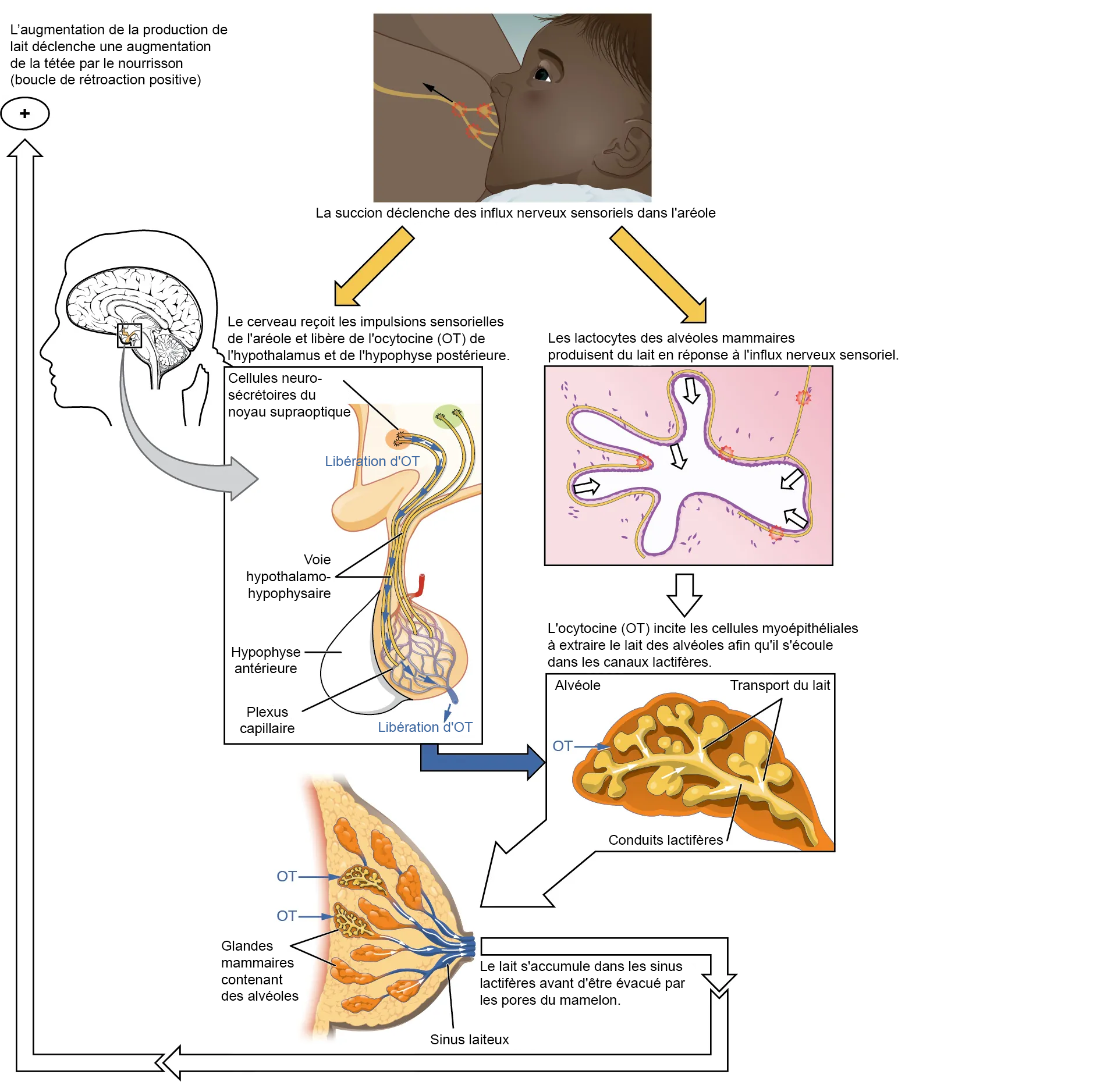
Fonctionnement de l'allaitement chez les mammifères

L'acinus est l'unité de base de production du lait maternel. C’est une sphère creuse aux dimensions microscopiques connectée à un petit canal galactophore. Elle est tapissée d'une seule couche de cellules productrices. On appelle « lumière » de l'acinus la cavité dans laquelle est sécrété le lait. La paroi extérieure des cellules de l’acinus est en contact avec de nombreux capillaires. Après la naissance et avec les tétées du bébé, sous l'impulsion de l'hormone de la lactation, la prolactine, le débit sanguin est augmenté en priorité dans la zone du sein. L’augmentation de pression dans ces capillaires permet le passage, de la paroi des capillaires vers les cellules de l’acinus, de tous les éléments nécessaires à la fabrication du lait. Chaque cellule traite cette matière première. Une partie des composants du lait résulte directement de la filtration du sang, l’autre est synthétisée par les cellules de l’acinus. Le lait est ainsi sécrété goutte à goutte dans la lumière de l’acinus.
Toujours à la suite de la naissance et sous l’effet de la succion du sein par le bébé, sous l'effet de l'ocytocine — la même hormone qui préside aux contractions pendant l'accouchement — les cellules myoépithéliales, qui sont des fibres musculaires microscopiques enveloppant l'acinus, sont mises en action et se contractent, pressant l’acinus pour le vider. Les gouttes de lait sécrétées sont maintenant expulsées vers le canal galactophore. L'ocytocine provoque la contraction des fibres musculaires tout au long des canaux galactophores qui pulsent le lait vers la sortie par un mouvement péristaltique. C'est le réflexe d'éjection. Chez la mère, il s’exprime sous la forme d’une tension dirigée de l’intérieur du sein vers la pointe. Lorsque le bébé commence une tétée, le réflexe d’éjection n’apparaît qu’au bout de quelques instants, le temps de la mise en route des contractions musculaires.
Avant la sortie dans le mamelon, les canaux galactophores présentent un évasement lors du réflexe d'éjection (qui se comporte alors comme un sinus, sans en être un/réf. Dr Peter Hartmann[Qui ?]). Ces petits « réservoirs » ont une taille relativement modeste chez l’humain et ne représentent qu’une amorce de lait dans la tétée dont l’essentiel est fourni en cours de succion par le réflexe d’éjection de la mère.

## Lait humain

### Du colostrum au lait à maturité
Le premier lait sécrété par la mère après l’accouchement s’appelle le colostrum. C’est un lait épais, translucide ou coloré (parfois presque orangé). Le colostrum répond tout de suite aux besoins essentiels du bébé qui vient de naître. Il apporte sous un faible volume et dans les bonnes proportions tous les éléments complexes dont le nouveau-né a besoin. Le colostrum est naturellement peu abondant, entre 2  et   5 ml par tétée au début, une quantité qui augmente rapidement. Il convient au très petit estomac du nouveau-né. Il est très bien assimilé, n’occasionne pas de surcharge rénale et produit peu de déchets non digérés. Le colostrum est abondant en cellules vivantes et anticorps qui protègent le bébé contre les agressions microbiennes du milieu ambiant. Il contient beaucoup de protéines (23 g·l-1), des facteurs de croissance, des sucres directement assimilables (oligosaccharides), des vitamines, des sels minéraux et des acides aminés libres (20 %).
Après les premiers jours, la consistance se fluidifie, le volume augmente légèrement, la proportion des composants se modifie. C’est le lait de transition (ou colostral), un mélange de colostrum et de lait à maturité. Au bout de deux à trois jours, au moment de ce qu’on appelle la « montée de lait », le volume de lait produit augmente brusquement. Le lait devient plus blanc. Environ 14 jours après la naissance, c’est le lait à maturité qui est produit (qui prend souvent un aspect bleuté, parfois translucide, ce qui ne signifie pas une baisse des qualités nutritives). Avec l’âge du bébé, le lait continue à augmenter en volume (mais même plus grand, il ne boira guère plus de 180 ml à chaque tétée, chaque femme produisant environ 750 ml de lait/24 h). La composition correspond à l’âge et aux besoins du bébé.

### Composition du lait humain

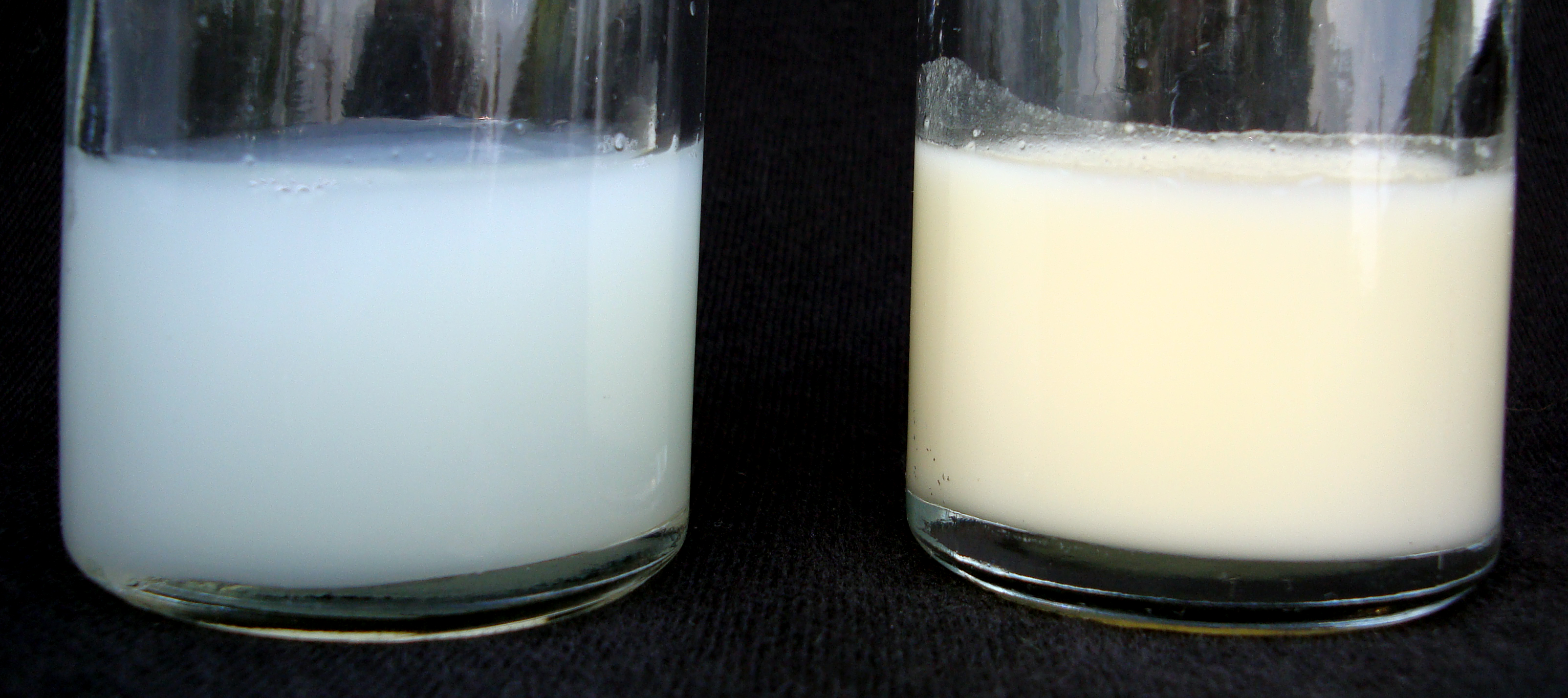
Deux échantillons de 25 ml de lait maternel pompé à partir du même sein d'une même femme pour illustrer combien le lait maternel humain peut varier en peu de temps. L'échantillon de gauche est le premier lait (teneur en eau plus élevée et moindre teneur en matières grasses ; il satisfait la soif). L'échantillon de droite est celui qui provient du sein presque vidé, correspondant à une fin de tétée. Sa teneur en eau est moindre, mais son taux de matières grasses est plus élevé ; il satisfait la faim.

Les composants majeurs du lait maternel sont : l'eau (87,5 % environ), les glucides (7 % environ), les lipides (4 % environ), les protides (1 % environ), les micronutriments (0,5 % environ). Mais ces proportions et ces composants sont amenés à se modifier constamment en fonction des besoins et de l’âge du bébé, de l'heure de tétée ou des débuts et fins de la tétée. Le lait maternel subit une évolution importante entre le colostrum des premiers jours et le lait à maturité vers trois semaines.
La teneur des différents composants du lait maternel est également propre à l’espèce et directement proportionnelle à la vitesse de croissance du nouveau-né et au poids du cerveau. Chez l’humain qui a une croissance lente (140 jours pour doubler de poids) et un cerveau énorme (1 200 g), le profil du lait est faible en protides et lipides, mais présente un taux élevé de glucides nécessaires au développement cérébral. Le profil de composition du lait maternel est relativement stable de par le monde et ne varie que dans une faible proportion en fonction du mode de vie et de l’alimentation de la mère. De par la spécificité de sa composition, et contrairement au lait de vache, le lait humain se conserve relativement bien.

## Pratique

### Préparation
Une bonne information sur l’allaitement et le lait maternel ainsi qu'une bonne connaissance de son corps aident une future mère à bien guider son allaitement et le père du bébé à bien comprendre le processus de la lactation, et de ses implications. Il existe actuellement de nombreuses sources d’information (internet, livres, brochures, réunions, conseils téléphoniques, etc.) qui permettent aux futurs parents de se familiariser avec une pratique pour laquelle il leur faut un minimum de références.
Plusieurs mythes courent quant à la préparation concrète qu'une femme doit entreprendre avant de pouvoir allaiter correctement. En réalité, les seins n'ont besoin d'aucune préparation : ni crème, ni massage, ni changements dans le style de vie de la femme. Le processus de lactation débutera sans intervention extérieure. Le principal problème rencontré dans les débuts de l'allaitement provient de la mauvaise information courante dans les milieux où l'allaitement maternel a été délaissé au profit des préparations industrielles.

### Positions
Il n'y a pas de position idéale unique pour allaiter. L'important est d'abord d'être confortablement installée et de se sentir à l'aise. La pratique et le temps permettront de trouver les positions qui conviennent le mieux. La mère ne doit pas sentir de tension. Un tabouret sous les pieds et des coussins derrière le dos peuvent aider à diminuer les tensions. Un coussin sur les genoux peut également aider à bien s'installer avec bébé et éviter que la mère n'ait à soutenir le poids de son enfant toute la durée de la tétée.
Un bon positionnement du bébé qui tète est un facteur de réussite de l’allaitement car il permet une succion adéquate nécessaire à un nourrissage correct. De nombreuses difficultés de mise en route d’allaitement proviennent d’un mauvais positionnement du bébé provoquant une succion inadéquate. Dans une position de sécurité, le dos du bébé repose contre l’avant-bras de la mère, sa tête est mobile dans le creux de son coude, son épaule est dans l’axe de l’oreille et de la hanche. Le bout du nez et la pointe du menton sont tous les deux en contact égal avec le sein. Lorsque le bébé tète, son menton doit être contre le sein et le bébé doit téter fermement l'ensemble de l'aréole et du mamelon. Si le nez du bébé est enfoncé dans le sein alors que le menton est détaché, il faut rapprocher le corps du bébé vers soi. Si le menton du bébé ne touche pas le sein, il faut remonter le bébé un peu plus haut. Sauf chez les prématurés dont la tête doit être soutenue, il faut éviter de tenir la tête du bébé avec la main ou de pousser sa tête pour l’aider à prendre le sein. Cela bloquerait sa nuque et provoquerait chez lui un réflexe de recul.

### Aliments et plantes galactogènes
Les aliments galactogènes (ou galactogogues) sont les aliments qui favorisent la lactation, en cas de baisse de lait due à la fatigue par exemple. Il est recommandé de manger varié et équilibré. Le fenouil peut aider également. Des poussées de croissance du bébé (vers trois semaines, six semaines, etc.) peuvent faire penser à une diminution de l'allaitement alors qu'il suffit de mettre le bébé au sein plus souvent et de prendre du repos pour que l'allaitement continue normalement. À l'inverse certains aliments diminuent la lactation. Éviter le persil, la menthe, et surtout la sauge et le soja de par leur teneur en phyto-œstrogènes[réf. nécessaire]. Chaque culture a ses aliments à consommer et à éviter pour avoir une bonne production de lait. Il faut donc se méfier des ouï-dire sur le sujet : il n'est pas rare de voir un aliment à éviter dans un pays être l'aliment que toute femme allaitante se doit de consommer dans un autre pays.
Le fenugrec, et le chardon béni sont deux plantes fréquemment recommandées pour faire augmenter la production lactée[réf. nécessaire]. Plusieurs spécialistes de l'allaitement, dont le Dr Jack Newman, pédiatre canadien et consultant pour l’Initiative Hôpital Ami des bébés de l’UNICEF, recommandent trois gélules de chaque plante, trois fois par jour aux mères qui doivent faire augmenter leur production lactée[réf. nécessaire]. Le fenugrec ne convient parfois pas aux personnes allergiques aux graminées[réf. nécessaire] (il a aussi la propriété de faire baisser la glycémie,,). Aucune étude scientifique ne confirme actuellement les supposées propriétés galactogènes de ces produits.
L'ọmụgwọ, pratiqué par les Igbo offre un accompagnement familial à l'allaitement : la grand-mère éduque et guide la nouvelle mère sur le type d'aliments qu'elle mange pour aider à la production de lait maternel.

### Mécanisme et vérification de la succion
La tétée ne consiste pas à « vider » le sein, mais à le stimuler. La succion du bébé crée chez la mère un réflexe de fabrication/éjection qui fournit à la demande le lait maternel au bébé. C’est le bébé qui, par son action de succion, crée le lait chez sa mère. C’est pourquoi il faut éviter toutes les maladresses ou intrusions qui pourraient perturber le mécanisme de lactation suscité par les tétées répétées du bébé. Le dispositif de la bouche du bébé et celui du sein maternel sont complémentaires. L'aréole du sein est granuleuse et lubrifiée (tubercules de Montgomery). Les gencives supérieures du nouveau-né ont des vésicules qui accrochent l’arrière de l’aréole. Grâce au réflexe d’extrusion, l'aréole est plaquée contre le palais du bébé qui peut extraire le lait de toutes ses forces sans pour autant endommager les tissus du sein. La langue ondule de l’avant vers l’arrière pour masser le sein et amener le lait à gicler. Les muscles des joues des nouveau-nés sont renforcés par des bourrelets de succion, les boules de Bichat qui assurent la stabilité latérale du mamelon et améliorent l’efficacité de la succion.
Une succion efficace met en route et active puissamment la lactation de la mère sur l'ensemble de la tétée. C'est la garantie que le bébé sera bien nourri. Il faut laisser tranquillement le bébé prendre le sein bien en face, bouche grande ouverte, la langue bien tirée, happant le sein jusqu’à l'arrière de l'aréole. On voit plus d'aréole au-dessus de la bouche du bébé qu'en dessous. Lorsque le bébé avale du lait maternel, il effectue des mouvements de déglutition que la mère peut distinguer d’un simple suçotement. Le bébé doit pouvoir téter chaque sein entre dix et vingt minutes pour aller jusqu’au bout du cycle de la lactation. Les tétées durent en moyenne de cinq à 45 minutes suivant l'âge et la faim du nourrisson. Le lait change de composition tout au long de la tétée et devient de plus en plus riche en lipides. On[Qui ?] conseille de donner les deux seins au début pour stimuler la lactation mais il faut bien vider chaque sein pour que le bébé puisse profiter du lait gras de fin de tétée. Un bébé qui mouille cinq ou six couches par jour a une bonne succion. Les selles sont de couleur jaune doré et liquides. Si elles deviennent verdâtres, cela peut être le signe que l'enfant boit plus de lait riche en lactose (lait de début de tétée) et pas suffisamment de lait de fin de tétée (riche en lipides). Il faut alors donner le premier sein à volonté avant de passer au second sein.

### Rythme
La lactation de la mère se met en place grâce à des tétées complètes, fréquentes et exclusives. Ces tétées se déroulent, au moins dans les premières semaines, le long des vingt-quatre heures de la journée. Le nombre des tétées va de huit à douze les premières semaines (voire plus). Ce rythme est nécessaire à la mère pour stabiliser le taux de prolactine dans le sang et permettre un ajustement de la lactation rapide et efficace. Les tétées fréquentes mettent en place une relation mère-enfant suivie et individuelle et permettent un contact corporel répété, bénéfique à la sécurité intérieure du bébé. Un allaitement exclusif au lait de mère permet de faire bénéficier l’enfant des qualités exceptionnelles du lait maternel. La succion de tétines (sucettes) ou l’adjonction de substituts du lait maternel (biberons de complément) perturbent la lactation de la mère et risquent de faire perdre au bébé sa capacité à stimuler le sein maternel et, a fortiori, celle d’être nourri correctement par les tétées de lait maternel. Elles peuvent induire un sevrage involontaire. En cas d'absence de la mère on préférera donner à boire à la tasse ou à la cuillère pour éviter une confusion sein-tétine qui entraînerait une mauvaise succion du nourrisson.

### Durée de l’allaitement
L'Organisation mondiale de la santé (OMS), la Haute autorité de santé (HAS, ex-ANAES) et l'Unicef recommandent l'allaitement exclusif jusqu'à l'âge de six mois, suivi d'une poursuite de celui-ci jusqu'à l'âge de deux ans ou plus parallèlement à une alimentation diversifiée. En outre, des études anthropologiques et archéologiques ont montré que le sevrage naturel intervient entre deux ans et demi et six ans. Une étude indique que les humains, comme les grands singes, doivent, pour atteindre une santé optimale, être allaités entre deux et sept années. Les femmes préhistoriques allaitaient en moyenne cinq années,. Chez les inuits, les enfants étaient allaités 3 ans en moyenne.

### Allaitement en public
La gêne à allaiter en public est un facteur important qui varie selon les cultures. D'après des études,, une minorité de femmes se sent à l’aise d’allaiter en public, craignant que leur geste soit interprété comme une invitation sexuelle, de l'exhibitionnisme ou un comportement sexuellement déviant. La plupart éprouve la nécessité de se cacher ; certaines se réfugient aux toilettes ou évitent de sortir de chez elles, par crainte de devoir allaiter à l’extérieur.
Au Canada, il existe des « salles d’allaitement » dans les lieux publics comme les stations de transport public ou les centres commerciaux. Un sondage effectué dans ce pays auprès de cent femmes au sujet de leurs habitudes et leurs préférences que 99 % des femmes interrogées avaient déjà allaité dans un lieu public ; parmi elles, la moitié évoquait un malaise et une gêne et 82 % préféraient utiliser les salles d’allaitement lors de leurs achats. Les quatre principales raisons évoquées étaient le confort et l’équipement de la salle, le calme et l’intimité, l’inconfort face au regard des gens, la sécurité des enfants plus âgés. En Suisse, à Genève, il existe des espaces d'allaitement.

### Problématique culturelle

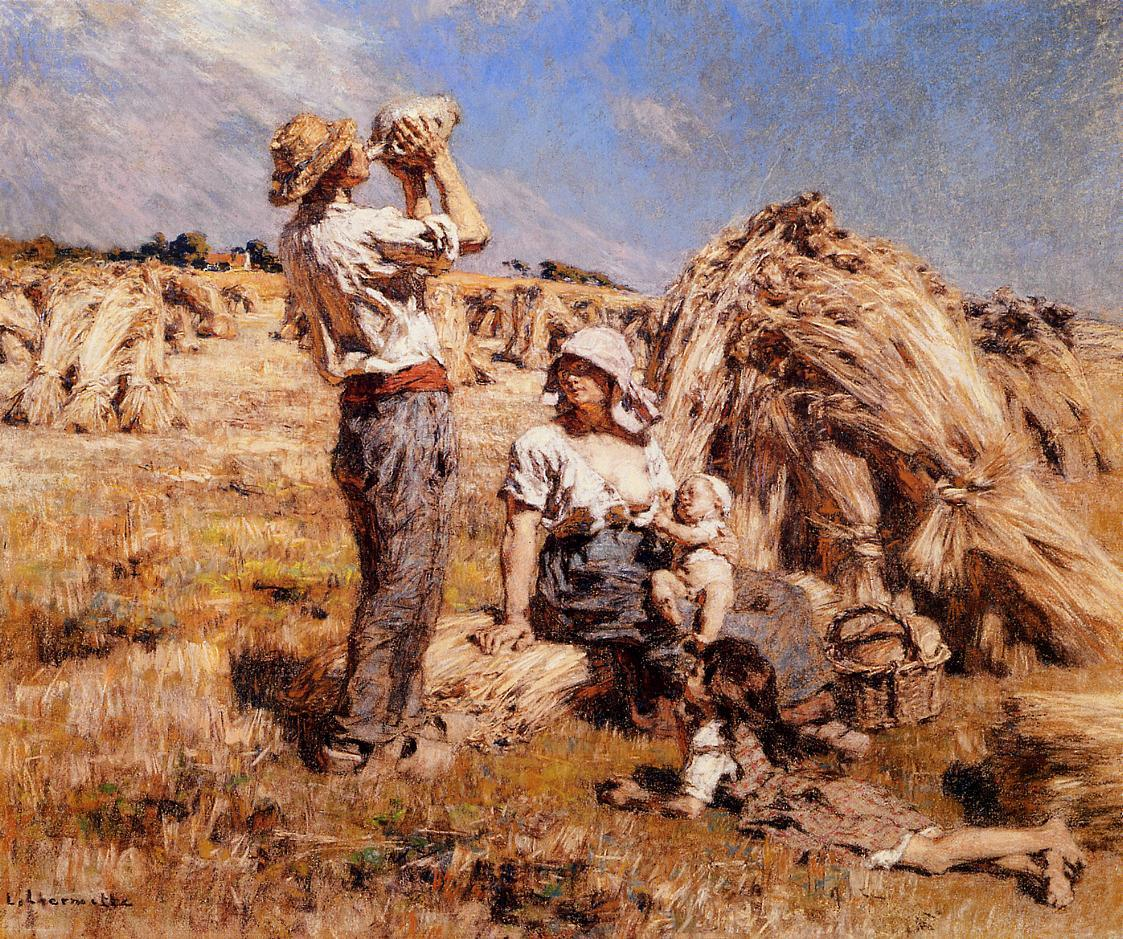
Allaitement aux champs, peinture de Lhermitte.

La pratique de l'allaitement a beaucoup varié selon les périodes, et notamment en fonction de la place des femmes dans la population active. Encouragé depuis le début des années 2000, il l'a été beaucoup moins dans les années 1960 jusqu'au milieu des années 1980, périodes fastes pour l'emploi des cadres féminins. Les différentes études concordantes sur les bénéfices de l'allaitement sur la santé et le développement du nouveau-né et la prise de conscience écologique depuis le début des années 1990 a amené l'HAS et l'OMS à faire de l'allaitement une mesure de santé publique de premier ordre.
C'est le retour de l'essentialisme et du maternalisme. Certaines féministes voient dans ce retour un recul des mentalités et de la position des femmes dans la société et dénoncent la pression exercée par les organismes d’État et les promoteurs de l'allaitement sur l'ensemble des femmes qui s'apprêtent à avoir ou ont des enfants. D'autres y voient un remède médiocre à la crise économique actuelle, et dénoncent le couvert d'arguments fallacieux pour culpabiliser les mères qui n'allaitent pas, arguant que l'allaitement au sein est un choix strictement personnel et éclairé. Cependant, on peut remarquer que certains des pays européens ayant le plus fort taux d'allaitement maternel (Norvège, Suède) sont aussi des pays où le taux d'activité féminine est particulièrement élevé (hormis pendant la première année après la naissance d'un enfant) et où la condition féminine est généralement considérée comme favorable et le sexisme moins présent. Ce point souligne les différences doctrinales des mouvements féministes selon qu'ils proviennent de pays de cultures catholique ou protestante. Il a d'ailleurs été démontré que les taux d'allaitement maternel sont plus faibles dans les pays occidentaux de culture catholique (Irlande, France et Belgique en particulier) que dans les pays occidentaux de culture protestante (pays scandinaves, notamment). Aux États-Unis, des différences de pratique de l'allaitement maternel sont également observées en fonction de la religion de la femme allaitante,.
Cette promotion de l'allaitement maternel « meilleur pour la santé » (d'où le slogan anglophone « breast is best », littéralement « le sein est meilleur »), est basé sur une répétition des mêmes arguments et sur la culpabilisation des femmes. Cela a pour conséquence que cette pratique est ressentie par certaines femmes comme une obligation morale pour correspondre à l'image idéalisée de la « bonne mère », quand bien même elle est difficilement compatible avec leur activité professionnelle. Le discours institutionnel construit ainsi l'image d'une déviance maternelle, certaines femmes qui décident de ne pas allaiter, pour des raisons qui leur sont propres dont la plus fréquente est la reprise d'un travail, pouvant se percevoir comme de « mauvaises mères ». Cette culture d'allaitement forte a pour effet aussi sur d'autres femmes qui n'allaitent pas pour des raisons médicales, qu'elles ressentent de la honte.

## Cas particuliers
De multiples cas particuliers d’allaitement existent, on peut même dire que chaque allaitement est un cas particulier. Le cursus de la nutrition infantile, allaitement-sevrage-diversification est propre à chaque individu et fait partie de son histoire. Dans la nutrition infantile, la possibilité de l’allaitement est une option ouverte, variable, et ce processus gagne à être guidé et maîtrisé grâce à une bonne information et un suivi attentif. Une césarienne, des naissances multiples, un bébé prématuré, une affection plus ou moins grave chez la mère ou l’enfant, chaque cas possède des indications précises en matière d’allaitement.
Le développement de techniques permettant de donner indirectement le lait maternel a élargi les possibilités pour la mère de faire bénéficier son enfant du lait maternel même dans des situations particulières. Les pratiques adéquates d’extraction (manuelle ou avec tire-lait mécanique ou électrique), de transport, stockage et conservation du lait maternel ainsi que les méthodes d’administration indirectes du lait au bébé (nourrissage par sonde, dispositif d’aide à l’allaitement, tasse, cuillère, biberon…) sont actuellement parfaitement décrites et transmissibles. La maîtrise de ces techniques est relativement récente (fin du XXe siècle) et n’est pas encore bien connue du grand public.

## Indications
L'allaitement est un prolongement de la grossesse. Celui-ci peut être interrompu volontairement, sur indication médicale dans certains cas particuliers (cancer, séropositivité, trouble de l'addiction chez la mère, galactosémie du nourrisson, prise de médicaments incompatibles avec la lactation) ou par choix personnel lorsque l'environnement s'y prête (eau potable et lait infantile disponibles à un coût abordable). Une indication de sevrage ne doit être donnée que si les avantages de l’allaitement ne représentent pas un gain supérieur à l’utilisation d’un substitut.
Le recours à des substituts rendant souvent difficile la possibilité de revenir à un allaitement maternel par la suite, la décision de sevrage doit être prise en toute connaissance de cause. Dans le cas d'une consommation de toxiques ou de médicaments (médicaments et allaitement), de pathologies lourdes, de maladies rares, de cas complexes, il existe des bases de données médicales (LLL, par exemple) permettant de donner des indications adéquates et les conditions de la poursuite, de l'arrêt temporaire ou définitif de l'allaitement maternel. Dans un environnement peu favorable, en cas de problème environnemental majeur, de mauvaise santé de la mère, notamment le SIDA, les recommandations de l’Organisation mondiale de la santé doivent être prises en compte, les qualités générales de protection de l’allaitement maternel restant généralement effectives pour l'enfant, même dans des conditions limites, et contribuant de manière significative à faire baisser la mortalité et la morbidité infantiles.
L'arrêt de l'allaitement maternel avant la fin de la période de diversification, ou le fait d'y renoncer dès le début, exige le recours à une nourrice ou à des substituts du lait maternel (lait infantile en poudre mélangé à de l'eau minérale, donné avec un biberon). De 0 à 6 mois, à des préparations pour nourrissons, de 6 à 12 mois, à des laits de suite.

## Contre-indications
Certaines maladies, intoxications ou contaminations contre-indiquent l'allaitement maternel.
Les contre-indications provenant de la mère sont : 
- une infection par le VIH, la transmission au nourrisson augmentant avec la durée de l'allaitement. L'allaitement mixte augmente aussi la transmission par rapport à l'allaitement maternel exclusif. Par contre, dans les pays démunis, il est conseillé de poursuivre l'allaitement maternel, en raison d'une mortalité infantile accrue chez les nourrissons lorsqu'un allaitement artificiel leur est donné (eau potable, approvisionnement en lait artificiel non garanti) ;
- une infection par le virus de l'hépatite C avec virémie importante ;
- une infection par HTLV-1 ;
- certaines infections cutanées (staphylocoque doré, streptocoque B, salmonelles) ;
- la consommation de certains médicaments ;
- l'exposition à des contaminants indésirables ou toxiques — métaux lourds et métalloïdes, perturbateurs endocriniens, polluants organiques persistants, etc. — pouvant se retrouver dans le lait maternel[41]. Certains de ces contaminants — plomb ou mercure par exemple — peuvent gravement affecter le développement physique ou psychomoteur ou mental de l'enfant. Parfois, à la suite d'une pollution un grand nombre de mères peuvent être concernées. On peut alors parler d'épidémie comme lors de la « catastrophe de Minamata »[42] ou lors d'un empoisonnement mercuriel dû à un pesticide utilisé sur le blé en Irak en 1972[43]. Une analyse de sang de la mère, une analyse du lait maternel ou encore une analyse du sang de cordon ombilical à la naissance peuvent aider à détecter ou confirmer ce type de risque.

Les contre-indications provenant de l'enfant sont : la présence d'une galactosémie congénitale ou d'une la phénylcétonurie (un allaitement mixte est préconisé).

## Complications
Les douleurs du mamelon sont très fréquentes peu après l'accouchement (huit femmes sur dix) et diminuent fortement avec le temps (une femme sur cinq s'en plaint après le deuxième mois). De même la fréquence des lésions du mamelon, dont les crevasses, passe de 60 % après l'accouchement à moins de 10 % après deux mois. Ces lésions peuvent s'infecter. La protection des aréoles ainsi que l'application de crème à base de lanoline peuvent améliorer l'évolution.
La mastite (inflammation du sein) est une complication assez fréquente : son incidence est variable, comprise entre 2 et 33 %. Sa cause principale est la stagnation du lait dans le sein. Elle peut aller d'une simple inflammation jusqu'à la formation d'un abcès, cette évolution concernant moins de 0,5 % des femmes allaitantes. Sauf exception, elle ne nécessite pas l'arrêt de l'allaitement.
Parmi les causes possibles des douleurs du mamelon, on peut envisager la présence d'une candidose mammaire, due au Candida Albicans, qui est aussi le champignon responsable du muguet dans la bouche des bébés. La candidose mammaire peut généralement être traitée à l'aide d'antifongiques, sous forme de gel, ou par voie orale,. Une autre cause de douleur est due au virus herpès simplex avec formation de quelques vésicules autour de l'aréole et contre indiquant formellement la poursuite de l'allaitement maternel.
Une autre pathologie, le vasospasme du mamelon, qui est un problème circulatoire proche de la maladie de Raynaud, peut aussi provoquer des douleurs du même type, qui commencent en général après la tétée. On constate en général un blanchissement du mamelon après la tétée, et il est généralement aggravé par le froid. Il concerne environ un quart des femmes. Il doit être traité par l'évitement du froid (recouvrement du sein immédiatement après la tétée). Un traitement par nifédipine, un inhibiteur calcique compatible avec la poursuite de l'allaitement, peut être proposé.
L'insuffisance de production de lait est un problème fréquent et suspectée devant une insuffisance de prise de poids de l'enfant allaité. Elle est souvent due à un nombre insuffisant de tétées, ou à une limitation des tétées dans le temps, ou à une succion inefficace du bébé. Elle doit être évaluée rapidement et des mesures de corrections doivent être apportées rapidement pour éviter la déshydratation de l'enfant et le sevrage inopiné. La production de lait peut être stimulée par le massage du sein, voire l'emploi d'un tire-lait. En cas d'échec, certains pays permettent la prescription de dompéridone qui augmente la lactation sans passage du médicament dans le lait.

## Histoire

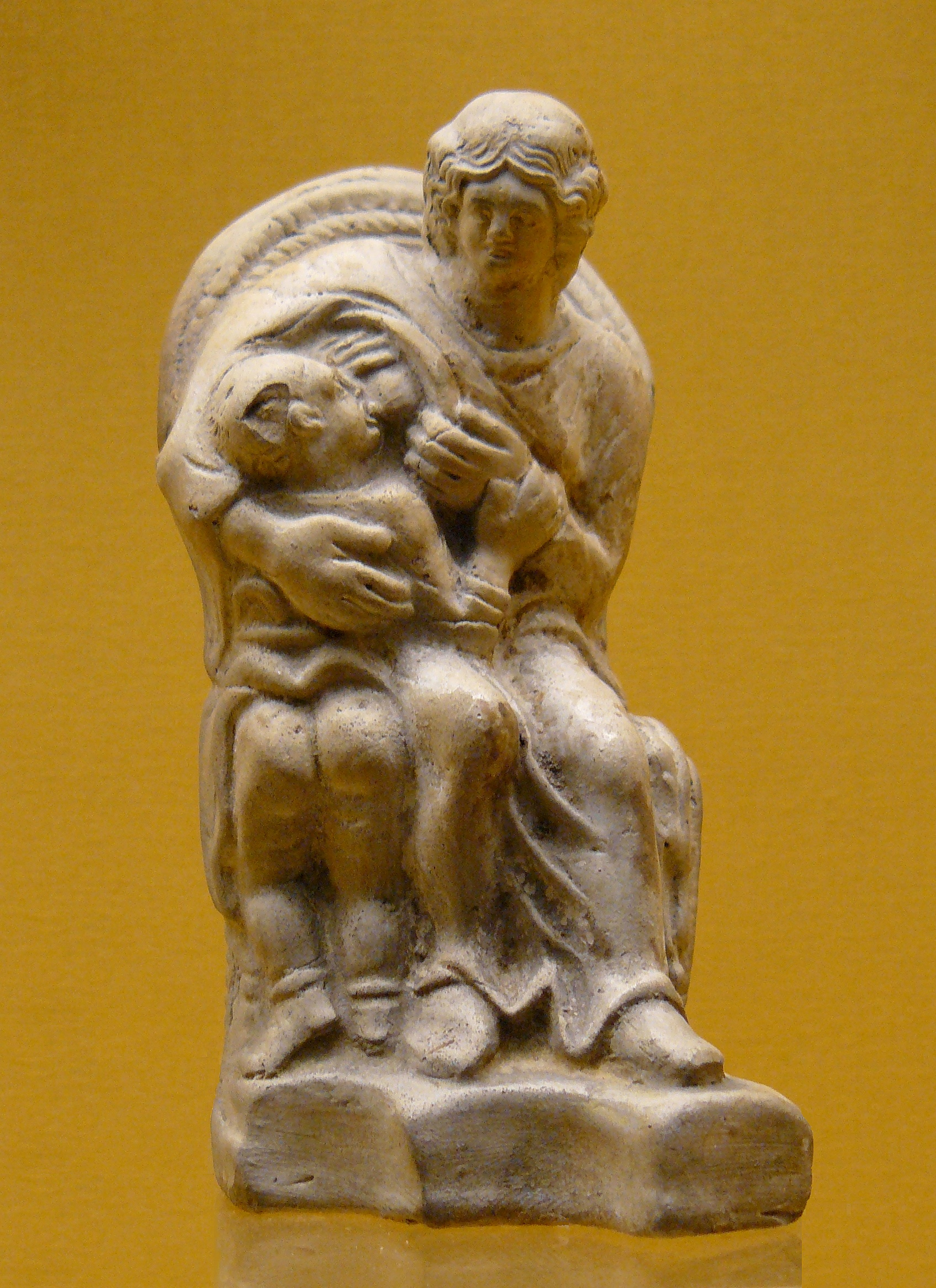
Déesse-Mère - Bordeaux, Gironde, France - IIe siècle ou IIIe siècle ap. J.-C. - Terre cuite env. 10 cm.

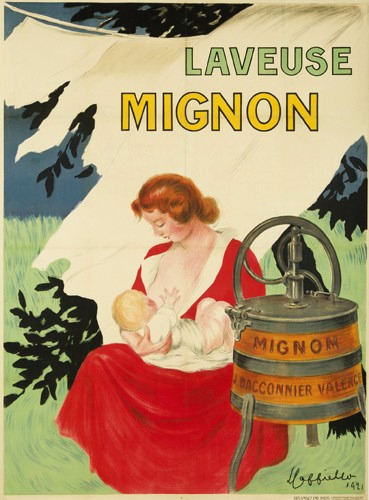
Une ménagère est montrée allaitant un enfant, sur cette affiche publicitaire de Leonetto Cappiello datant de 1921.

L'allaitement maternel, fait biologique et naturel, a connu au cours de l'histoire le recours aux nourrices dans les cas de décès postpartum de la mère, comme ce fut fréquent durant des siècles, ou dans les cas où la mère n'avait pas suffisamment de lait pour nourrir l'enfant. Mais, à partir de la fin du XVIe siècle, la pratique de l'allaitement mercenaire s'est diffusée dans l'aristocratie d'abord, puis dans la bourgeoisie, afin de s'affranchir de cette servitude. Jusqu'au XVIIIe siècle, cette pratique fut généralisée et les femmes d'artisans aisés pouvant se permettre de louer les services d'une nourrice y eurent recours. Les nourrices étaient en général des femmes des classes populaires les moins aisées. Le retour à l'allaitement maternel n'eut lieu qu'au début du XIXe siècle ; quand madame d'Épinay prétendit allaiter elle-même ses enfants, cette idée fut considérée extravagante par les gens de son milieu. En effet, les femmes allaitantes ne sont pas toutes considérées de la même manière. Les femmes comme madame d'Épinay d'une classe aisée, étaient les mois considérées comme aptes à allaiter leurs enfants, du fait de leur grande oisiveté. Ainsi les femmes de la campagne étaient considérées comme les meilleures allaitantes, suivies des femmes des classes populaires.

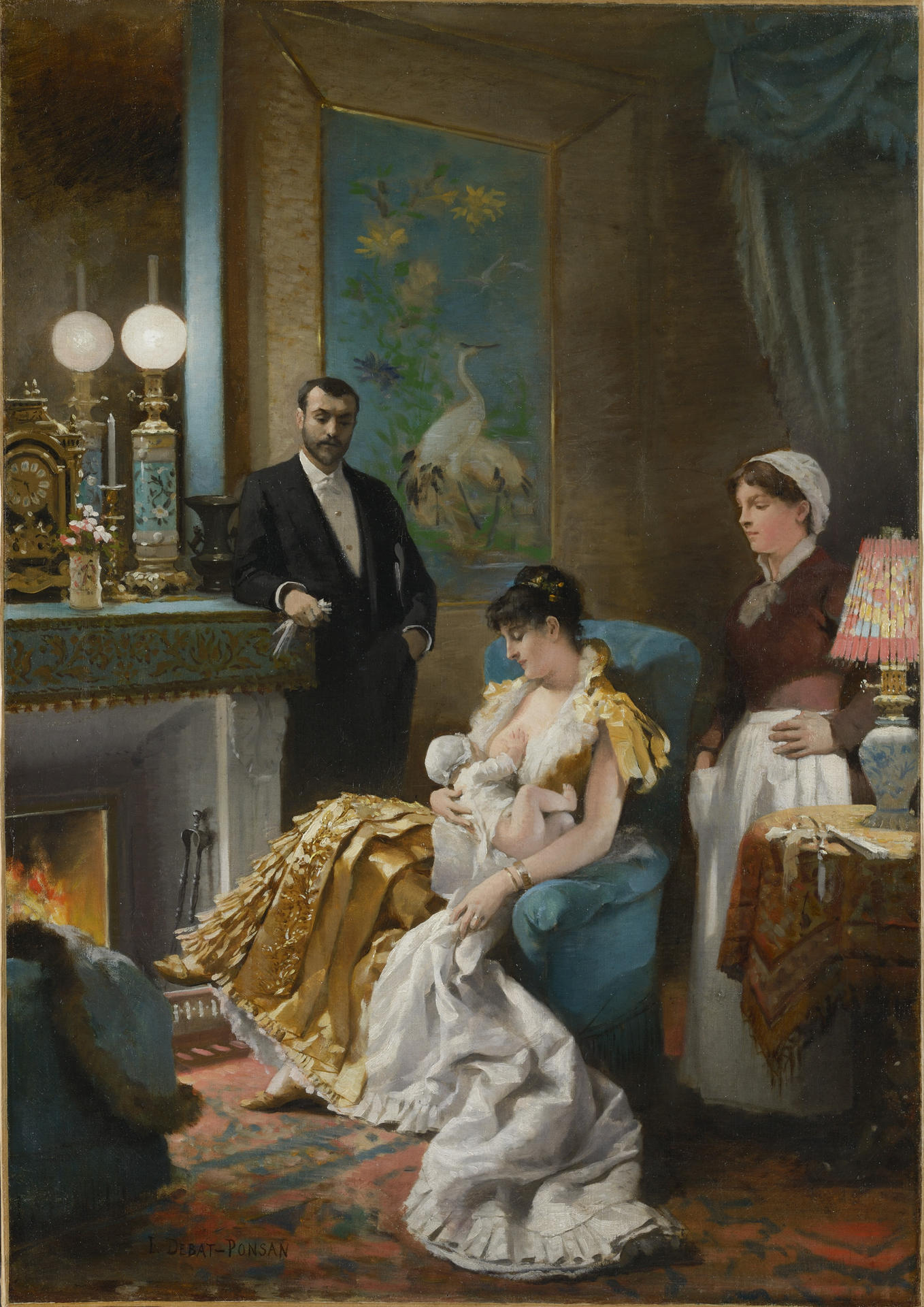
Édouard Debat-Ponsan, Avant le bal, 1886.

L'utilisation de lait de vache plus ou moins modifié date de la fin du XIXe siècle, aboutissant à une baisse très sensible de l'allaitement maternel, le taux le plus bas étant vers les années 1960. Depuis, ce taux semble à nouveau augmenter, mais reste très variable selon le pays (seulement 7 % en Grande-Bretagne contre 64 % en Norvège. C’est vers la fin du XXe siècle, dans les années 1980, qu’on voit apparaître et se développer des associations d’aide aux mères et des mesures de protection de l’allaitement maternel. Ce moment marque un tournant pour la nutrition infantile. Depuis plusieurs décennies, l’accouchement généralisé en établissements de santé et le développement des aliments infantiles industriels portés par la publicité avaient mis à mal la pratique de l’allaitement maternel d’abord dans les pays industrialisés, puis dans les pays en voie de développement.

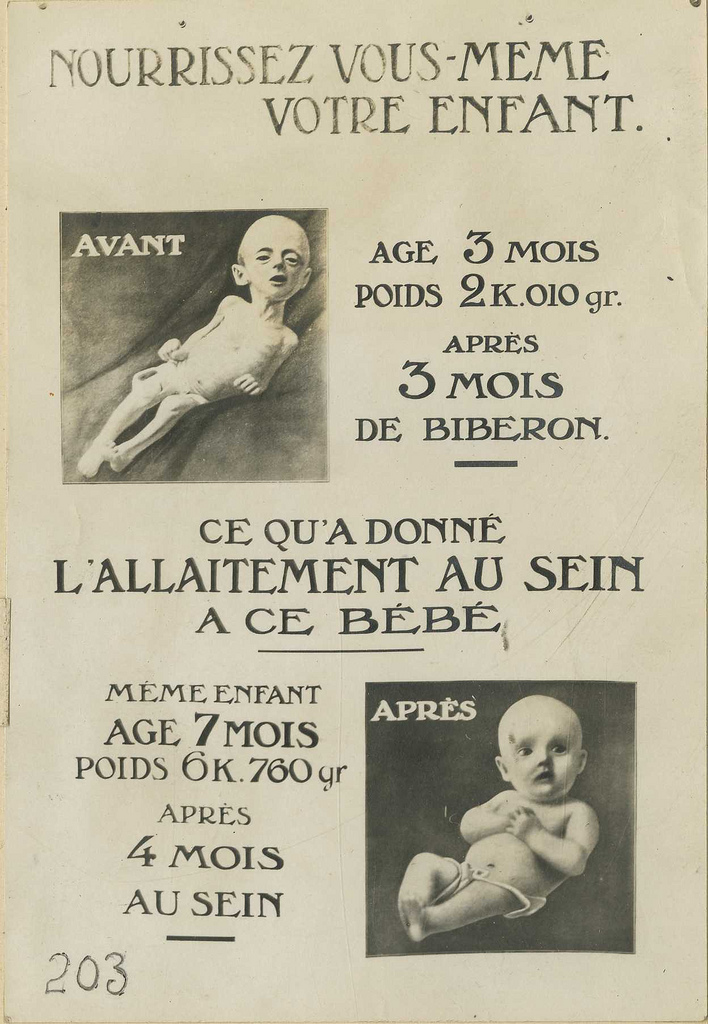
Affiche (Première Guerre mondiale) encourageant l'allaitement maternel.

L’évolution des techniques d’aide à l’allaitement, de manière générale comme dans les cas particuliers, l’accès du public à une information de qualité, la formation des professionnels de santé et le développement des réseaux d’information et d’entraide, les mesures de santé publique faisant la promotion et protégeant l’allaitement maternel n’ont pas seulement entraîné une inversion de la tendance en faveur de l’allaitement maternel. Ces évolutions ont aussi amélioré les conditions d’allaitement et rendu ainsi cette pratique plus confortable pour la mère, aussi bien d’un point de vue social que corporel.
Dans certaines sociétés, la promotion de l'allaitement maternel, alors que l'allaitement artificiel ne pose pas de problèmes graves (lait maternisé et eau minérale saine disponibles à coût raisonnable, services médicaux à proximité), est parfois perçu comme une pression sociale et non plus comme un choix. Toutefois ce phénomène n'est pas quantifié en France et semble minoritaire puisque 75 % des femmes aimeraient allaiter pendant au moins quelques semaines.

## Statistiques
Aux États-Unis, en 2005, les trois quarts des mères allaitent leur enfant, durant plus de 6 mois dans 40 % des cas, mais il n'est exclusif à trois mois que dans moins d'un tiers des cas. En Europe, la même année, la part de femmes allaitant était la plus élevée en Scandinavie (Norvège : 99 % ; Finlande : 95 % ; Suède : 90 %), où les congés de maternité sont plus longs.
En France, en 1995, 45,6 % des mères seulement allaitent à leur sortie de la maternité, un des plus bas taux du monde,. En 2005, elles sont 60 %, mais les 2/3 abandonnent au cours du premier mois. Au quatrième mois de l'enfant, le taux d'allaitement n'est plus que de 5 %. Pour 2010, l'objectif visé par le Programme national nutrition santé lancé en 2001, était que 70 % des françaises allaitent au moins 4 mois leur bébé. En 2011, selon l'étude Épifane de l'InVS qui périodiquement fait le point sur l’alimentation et l’état nutritionnel des bébés de 0 à 1 an. En septembre 2012 elle montrait que l’allaitement restait très peu pratiqué en France, et très en deçà des taux rapportés dans d’autres pays européens. Selon Épifane (2012), plus de deux tiers des nourrissons (69,1 %) ont été allaités à la maternité, mais seulement pour 59,7 % de façon exclusive (et 9,3 % en association avec des formules lactées). Près d'un tiers des mères (30,9 %) ne donnent que des biberons de formules lactées à leur nourrisson. À 1 mois, seuls 54,4 % étaient encore allaités, et 35,4 % de façon exclusive et 19,0 % en allaitement mixte. Près de la moitié des mères (45,6 %) utilisent des formules lactées seules pour nourrir leur enfant. Les facteurs qui influencent le taux d’allaitement maternel sont l’âge, le statut marital, le niveau d’études, le lieu de naissance, l’indice de masse corporelle et le tabagisme lors de la grossesse, ainsi que la participation aux séances de préparation à l’accouchement, le contact peau à peau juste après la naissance et le fait que le conjoint perçoive positivement l'allaitement. Ces moyennes recouvrent de grandes disparités sociologiques et géographiques : celles qui allaitent le plus sont les mères diplômées ; elles sont aussi plus nombreuses à Paris, dans l'est de la France et dans la région Rhône-Alpes.
Le taux d’initiation de l’allaitement maternel à la maternité tend à augmenter, mais il reste bas (passé de 37 % en 1972, à 53 % en 1998, puis 69 % en 2010). En 2012, à l'âge d’un mois seuls 54 % des bébés étaient encore allaités, et 35 % seulement de façon exclusive.

## Protection et mesures incitatives
L’allaitement maternel est protégé par des recommandations internationales de l’Unicef et de l’OMS (Organisation mondiale de la santé) dont certains éléments ont été transcrits dans des directives européennes [réf. nécessaire]. Le Code international de commercialisation des substituts du lait maternel, énoncé en 1981 par l’OMS, réglemente la commercialisation des laits pour nourrissons, biberons, tétines et aliments pour nourrissons. Il interdit notamment la publicité et promotion auprès du public, la promotion et distribution de cadeaux et d’échantillons dans les services de santé ainsi que la promotion de produits inadaptés. Il a été rédigé à la suite du boycott de Nestlé, qui a duré de 1977 à 1984,.
L’application par des services de santé des « Dix recommandations pour le succès de l'allaitement maternel » énoncées en 1989 dans la Déclaration Conjointe OMS/UNICEF sur la Protection, l’encouragement et le soutien de l'allaitement maternel, permet d’obtenir le label « Hôpital Ami des Bébés ».
L'allaitement est favorisé au Québec et en Belgique par la Sécurité sociale. Ainsi, au Québec, depuis 1994, les femmes en situation de pauvreté et de dénuement reçoivent une allocation supplémentaire de 55 dollars par mois si elles nourrissent au sein leurs bébés (ceci pour améliorer leur santé). En Belgique, l'Institut national d'assurance maladie invalidité (INAMI) favorise depuis juin 2002 la poursuite de l'allaitement à la reprise du travail, par la convention collective relative à la protection de la maternité. Entre 2003 et 2006, le nombre de bénéficiaires est passé de 434 à 588, tandis que le budget consacré à ces indemnités est monté de 13.317 à 16 476 euros.
Plusieurs travaux avancent une estimation, retenue par l'OMS, d'environ 800 000 décès annuels d’enfants en bas âge évitables si l'allaitement était généralisé dans le monde. En janvier 2016, une étude internationale publiée dans la revue médicale The Lancet confirme cette estimation, précisant que la généralisation de l'allaitement permettrait aussi de prévenir plusieurs pathologies infantiles et bénéficierait aussi bien aux pays riches qu'aux pays pauvres. L'étude avance également que la généralisation de l'allaitement permettrait d’éviter 20 000 décès annuels par cancer du sein et de protéger les femmes contre le cancer de l'ovaire.

## Avantages

### Chez l'enfant
La durée d'allaitement est liée au développement du cerveau, à ses facultés, et à sa taille,. La durée de l'allaitement humain étant liée au développement du cerveau chez les ancêtres (genre Homo) de l'homme,. La croissance la plus rapide du cerveau intervenant dans les 3 premières années de vie.
L'étude des coûts-bénéfices sanitaire et psychologiques de l'allaitement est particulièrement difficile en raison de nombreux facteurs socio-économiques et psychosociaux, et parce que selon l'environnement professionnel et de vie de la mère, le lait maternel a une composition variable (il peut lui-même accumuler divers polluants susceptibles d'inhiber certains bénéfices de l'allaitement).
Selon la littérature scientifique, allaiter le bébé au sein présente de nombreux avantages.
L'allaitement maternel diminue le risque d'allergies primaires chez l'enfant, sauf peut-être pour les enfants prédisposés aux allergies. Le risque d'asthme, de dermatite atopique, de rhinite allergique et d'allergie aux protéines de lait de vache augmenterait en l'absence d'allaitement, tout comme le risque infectieux.
Grâce au colostrum (et parce que l'allaitement ne fait pas appel à de l'eau non-potable pour préparer un lait artificiel), l'allaitement au sein diminue le risque d'infections des voies aériennes supérieures et le risque d'otites moyennes aiguës. Dans les pays dits développés, un allaitement de plus de 4 mois diminue le risque d'infections respiratoires sévères nécessitant une hospitalisation. Dans les pays en voie de développement, les bénéfices de l'allaitement sont encore plus marqués, diminuant fortement la mortalité par pneumonie ou infection respiratoire basse et la mortalité générale de l'enfant (et du nourrisson de moins de six mois par cause de diarrhée). En effet, l'accès à une source d'eau potable de bonne qualité, préalable indispensable à l'utilisation de substituts de lait humain, est souvent peu aisé, avec un risque de contamination infectieuse important. L'allaitement maternel est d'autant plus recommandé dans ce contexte, avec la possibilité de sauver près de 1,3 million d'enfants chaque année si l'allaitement était massivement utilisé.
Les selles seraient moins acides, ce qui limiterait l'érythème fessier. Le lait maternel se digérerait plus facilement (entre 20 minutes et 2 heures). La mécanique de succion au sein (« tétée physiologique ») permettrait un meilleur développement de la mâchoire, et diminuerait le risque de malocclusion dentaire ou leur gravité, indépendamment de la qualité du lait ; à condition toutefois de ne pas poursuivre au-delà de l'âge d'évolution physiologique de la déglutition, soit vers 1 an et demi à deux ans.
S'il dure plus de 4 mois, l'allaitement diminue aussi les risques de pathologie digestive (les études faites dans les pays développés, un moindre risque de diarrhée et d'hospitalisations pour ce motif). Il semble aussi diminuer le risque d'obésité,, mais cela reste discuté. Il semble également réduire la fréquence des diabètes de type 1 et 2 chez les enfants ayant reçu un allaitement au sein de plus de 4 mois. La réduction du risque pour le type 2 chez l'adulte serait de 39 % et de 19 à 27 % pour celui de type 1 en fonction des études. Il semble légèrement diminuer le risque de lymphome, de cancers[réf. nécessaire], d'hypercholestérolémie chez les enfants plus âgés et chez les adultes ayant été allaités, mais non le risque de leucémie.
L'allaitement au sein semble diminuer le risque de troubles du déficit de l'attention et d'hyperactivité (TDAH) chez l’enfant,.
De façon générale, chez le nouveau-né de petit poids de naissance (moins de 2 500 g), l'allaitement maternel diminue la mortalité et la morbidité, et améliore la croissance et le développement cérébral. Une étude britannique de 1992 a montré que des prématurés alimentés par voie nasale et sans contact direct avec leur mère durant quelques semaines avec du lait maternel présentaient à l’âge de 8 ans un quotient intellectuel de 8 points plus élevé que la moyenne qu'un groupe d'enfants nourris de la même manière, mais avec du lait artificiel.
Les enfants allaités présentent en moyenne un meilleur développement psychomoteur, et cette relation semble aussi liée proportionnellement à la durée d'allaitement maternel,. De nombreuses études épidémiologiques ont montré que les enfants allaités ont un quotient intellectuel plus élevé d'en moyenne 1,5 à 2 points,,,. Une étude américaine a également observé une relation dose-effet entre la durée d'allaitement maternel et le QI. Cette relation pourrait persister jusqu'à l'âge adulte. Néanmoins, l'effet direct de l'allaitement maternel sur les capacités cognitives de l'enfant est très discuté dans la communauté scientifique. En effet, la catégorie socio-économique ou le QI de la mère pourraient confondre cette relation,. Le DHA (acide gras oméga-3) présent dans le lait maternel, et absent du lait de vache, pourrait néanmoins expliquer un effet du lait maternel sur le développement cérébral et rétinien.

#### Différences entre allaitement direct au sein ou via un tire-lait.
L’allaitement maternel direct diffère nettement en matière de sécurité de celui après avoir utilisé un tire-lait.
Le séquençage de gènes bactériens sur des échantillons de lait de 393 mères en bonne santé trois à quatre mois après la naissance a montré un degré élevé de variabilité dans le microbiote du lait chez les mères, selon que les mères aient fourni du lait avec ou sans tire-lait. L'allaitement maternel indirect (défini comme au moins une portion de lait pompé au cours des deux semaines précédentes) a été associé à une plus grande abondance d'agents pathogènes opportunistes potentiels, ainsi qu'une déplétion de germes bénéfiques tels que les bifidobactéries. Ceci explique que les enfants nourris au lait maternel via un tire-lait présentent, par exemple, un risque accru d’asthme, par rapport à ceux nourris exclusivement au sein.
Ainsi, l'allaitement maternel direct sans tire-lait est associé à des microbes typiquement présents dans la bouche, ainsi qu'à une plus grande richesse et diversité bactérienne globale. L'allaitement maternel direct facilite l'acquisition d'un microbiote oral favorable chez les nourrissons, alors que l'allaitement indirect conduit à la présence de bactéries environnementales, qui sont associées au tire-lait.

### Chez la mère
- Une femme est moins susceptible de tomber en dépression post-partum lors de l'allaitement[100],[101].
- L'allaitement entraine une continuité avec la sécrétion des hormones de grossesse ;
- Il provoque une élévation du taux d'ocytocine ce qui induit la contraction de l'utérus après l'accouchement, et diminue les hémorragies du post-partum et permet à l'utérus de retrouver ses dimensions habituelles plus rapidement[102] ;
- La prolactine qui induit la sécrétion de lait provoque un apaisement et une somnolence chez la mère et le nourrisson ;
- Il permet souvent à la mère de revenir à son poids d'avant la grossesse en utilisant les réserves accumulées[103] ;
- Il retarde l'arrivée du retour de couches (reprise des menstruations après la grossesse) : sans allaitement, les règles reviennent en général sous six semaines. Un allaitement dit « exclusif » peut porter ce délai à six mois, voire plus. Pendant cette période, et sous certaines conditions (notamment que l'enfant tète au moins 6 fois par 24 heures[104]), la femme n'est pas fertile. L'aménorrhée de lactation est donc une méthode de planification familiale naturelle considérée comme efficace si elle est correctement appliquée, avec un taux d'échec de 2 % dans les meilleures conditions ;
- Il améliorerait la minéralisation osseuse et diminuerait le risque de cancer ovarien et du sein[105] ;
- Le bénéfice financier et la diminution des charges ménagères (préparation et nettoyage des biberons) durent le temps de l'allaitement ;
- L'allaitement maternel réduit le risque de cancer du sein, de cancer de l'ovaire et de diabète[103] ;
- L'allaitement aide à renforcer le lien entre la mère et l'enfant[106].

### Pour la collectivité
Selon le pédiatre Bitoun, l'allaitement généralisé permettait, en France en 1994, de réduire de 1,071 milliard de francs (environ 163 millions d'euros) les frais de santé supportés par l'assurance maladie, par le seul effet préventif de l'allaitement sur les otites, les diarrhées et les rhinopharyngites. D'autres études n'ont pas confirmé ce chiffre.
De plus, l'allaitement naturel est économique et écologique. C'est une suite de solutions simples à la préservation de ressources planétaires, aux grands problèmes d'exploitations industrielles et de pollutions environnementales, via les cultures industrielles pour l'exploitation laitière, via la commercialisation de tous les produits des marchés de l'allaitement : plastique, verre, caoutchouc, silicone, métaux, pétrole pour transports de toutes sortes.

## Contraintes pratiques

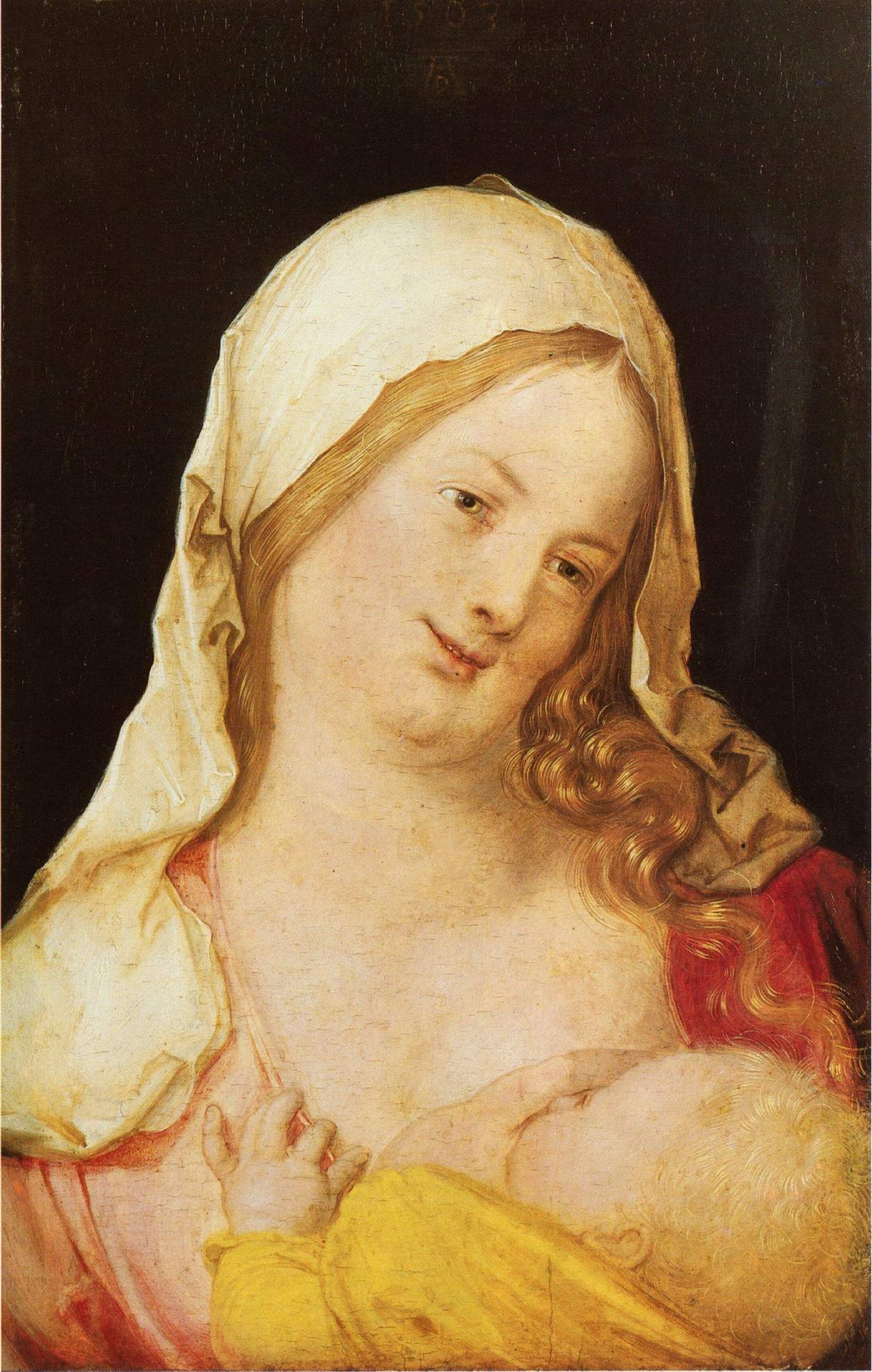
Vierge du lait, Dürer Albrecht, (entre 1500-1503), 24 × 18 cm, Kunsthistorisches Museum, Vienne.

- La mère doit rester à proximité de l’enfant, toutefois, elle peut tirer son lait et le stocker, pour que les personnes gardant l'enfant puissent lui donner par biberon, tasse, cuillère, etc. ce qui lui permet d'avoir des activités à l'extérieur, notamment professionnelles. En cas d'utilisation ultérieure du lait maternel, celui-ci peut-être conservé au réfrigérateur (48 h maximum pour une température inférieure ou égale à 4 °C), ou au congélateur (maximum 4 mois à −18 °C)[108].
- Allaiter est un processus naturel, mais dans les sociétés modernes où les femmes ont peu d'exemples de femmes allaitant, une mère inexpérimentée devra prendre conseils et exemples auprès de professionnels de santé connaissant l'allaitement, d'associations, d'autres mères allaitant. Si elle choisit d'allaiter au sein, cela lui permettra de connaître les bons gestes pour réussir son allaitement.
- La reprise de l'activité sexuelle entre partenaires peut se retarder d'autant que l'allaitement est long et la mère sollicitée par un nourrissage au sein exclusif, d'autant que la sécrétion de prolactine inhibe la synthèse des LH et FSH par l'hypothalamus, hormones elles-mêmes essentielles à la production d'hormones sexuelles.
- Le sentiment d'exclusion du père qui n'aura pas su s'inclure dans la dyade par d'autres moyens.

## Divers

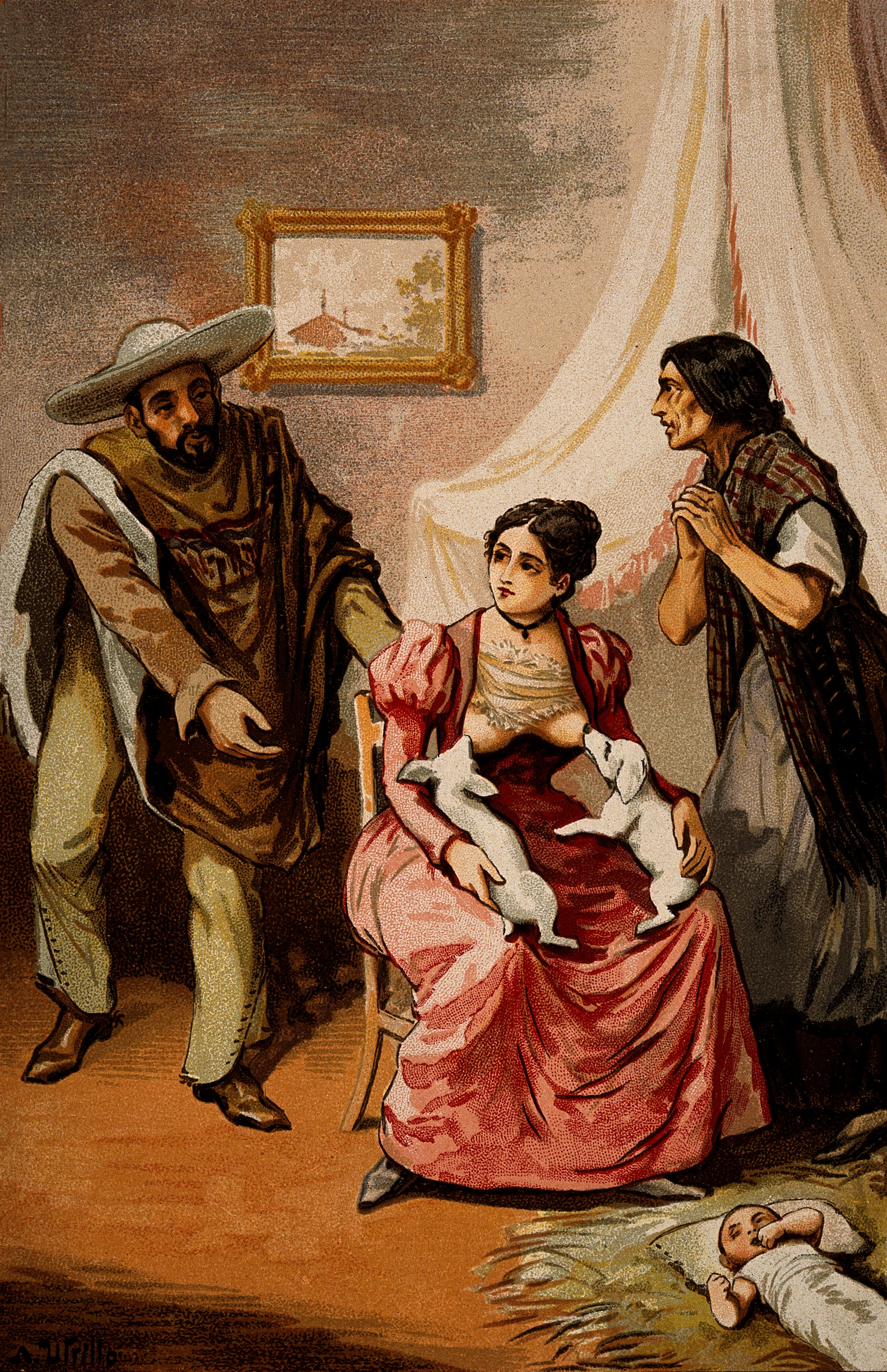
Femme allaitant deux chiots alors qu'un couple de paysans mexicains la supplie de nourrir leur bébé allongé au sol sur un lit de feuilles, chromolithographie d'après A. Utrillo.

Dans l’Égypte ancienne, la déesse Isis est représentée, tantôt en déesse-vache nourrissant le roi de son lait, tantôt en déesse-arbre tendant le sein de l’eau régénératrice au roi défunt, tantôt en déesse-mère allaitant le roi-enfant. À Sumer, en Mésopotamie, le Code de Hammurabi (-1750) réglementait déjà la pratique des nourrices à qui on coupait un sein si elles n'étaient pas obéissantes.
Dans la Kabbale, l’allaitement est une métaphore utilisée pour désigner le mode de relation entre les émanations divines (sefirot) et l’humain, un contact intime qui ne peut pas être formulé en termes de connaissance. Dans la religion musulmane, deux enfants nourris par la même nourrice deviennent automatiquement des « frères de lait » et ne peuvent se marier entre eux.
Depuis toujours, dans les forêts nordiques, les hommes utilisent la sève de bouleau pour suppléer l'allaitement maternel.

## Arts
L'allaitement a inspiré de nombreux artistes à travers de nombreuses cultures.

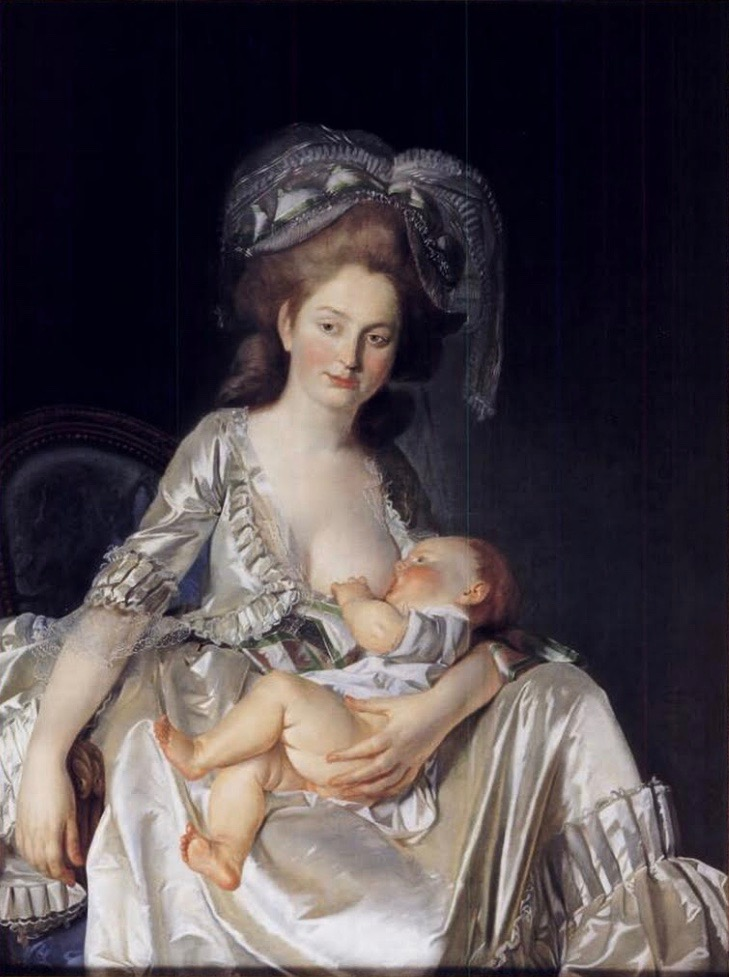
Jeune femme allaitant son enfant. Louis-Roland Trinquesse, 1777.
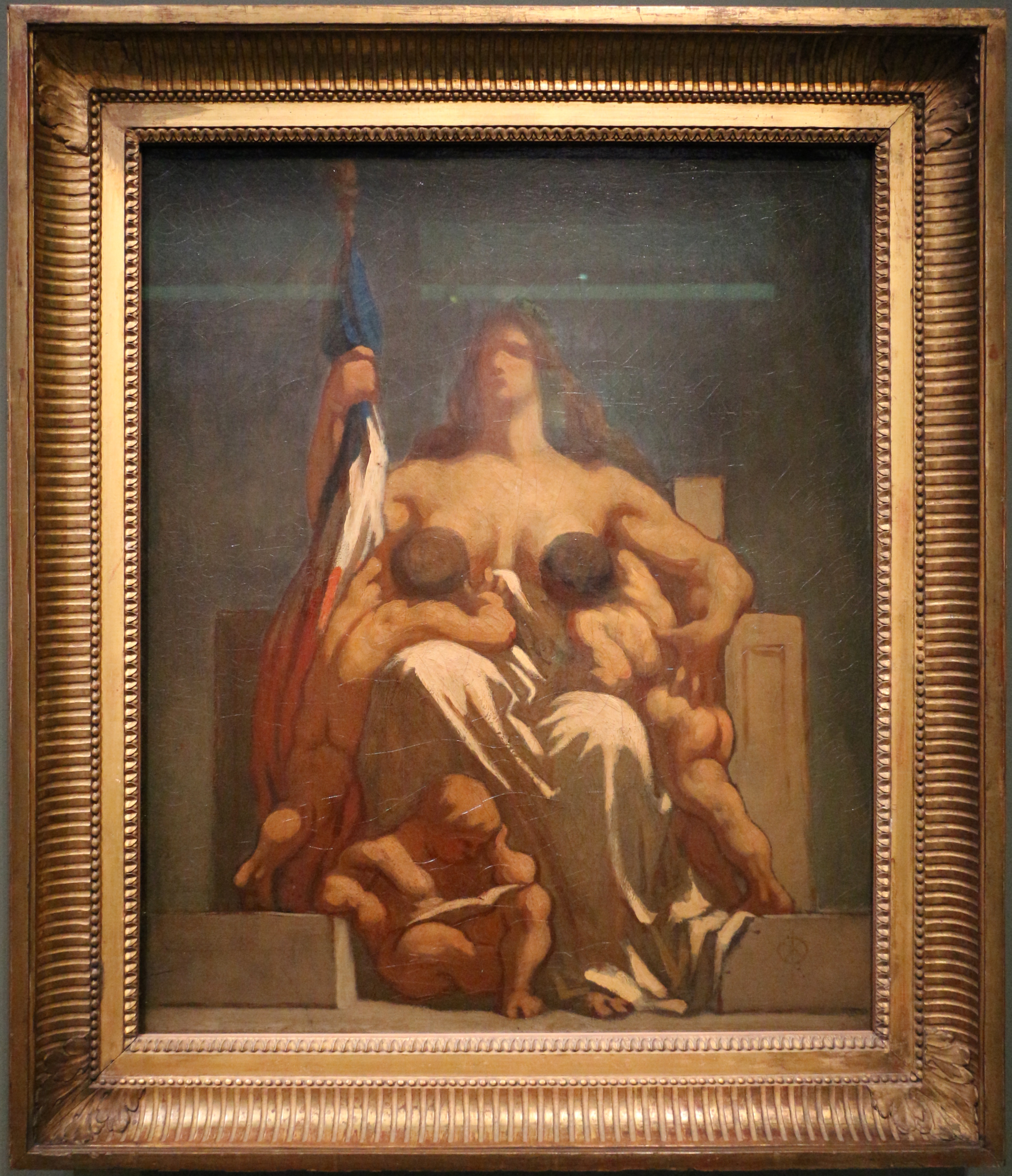
La République nourrissant ses enfants. Honoré Daumier, 1848.
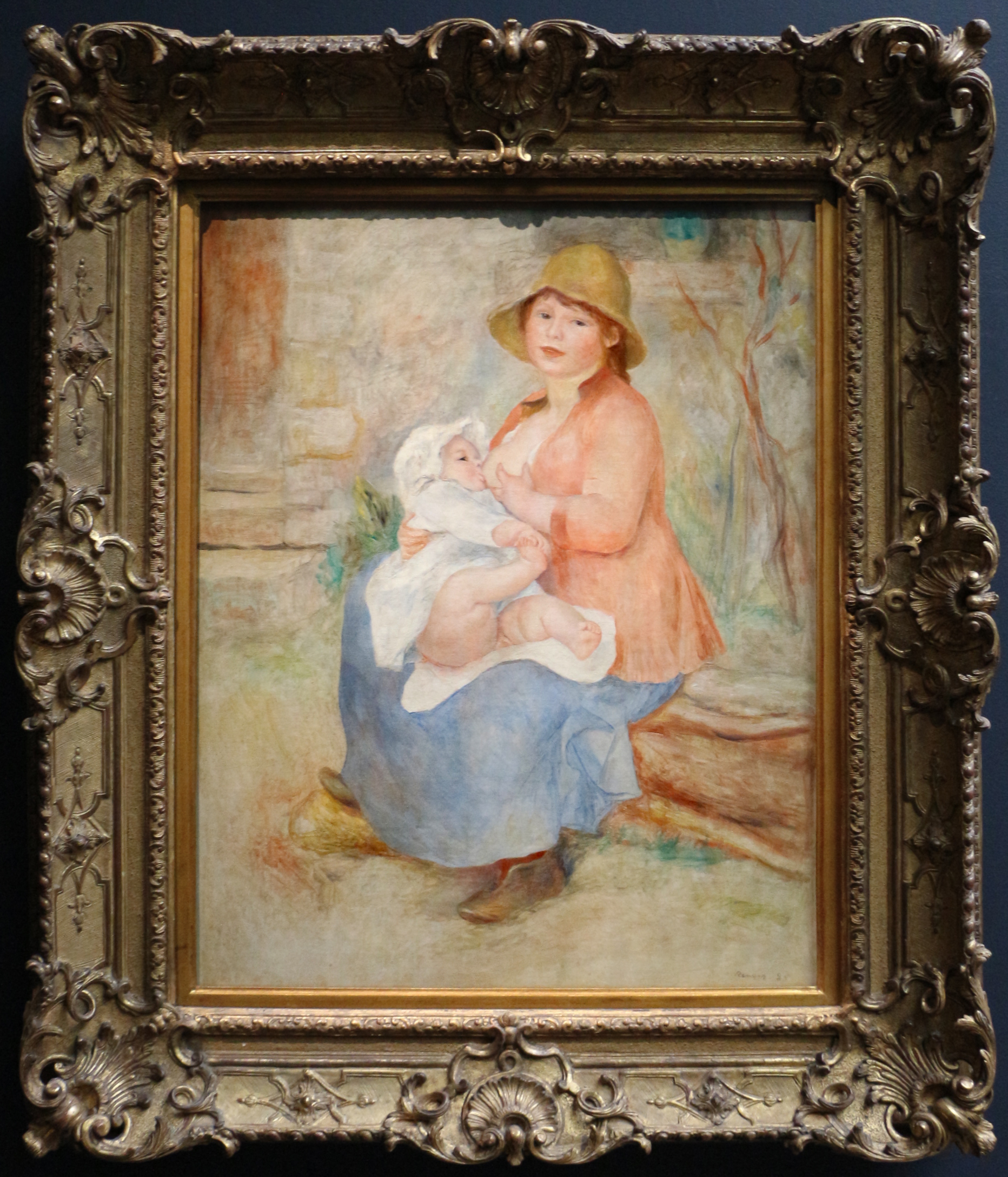
Auguste Renoir, 1885.
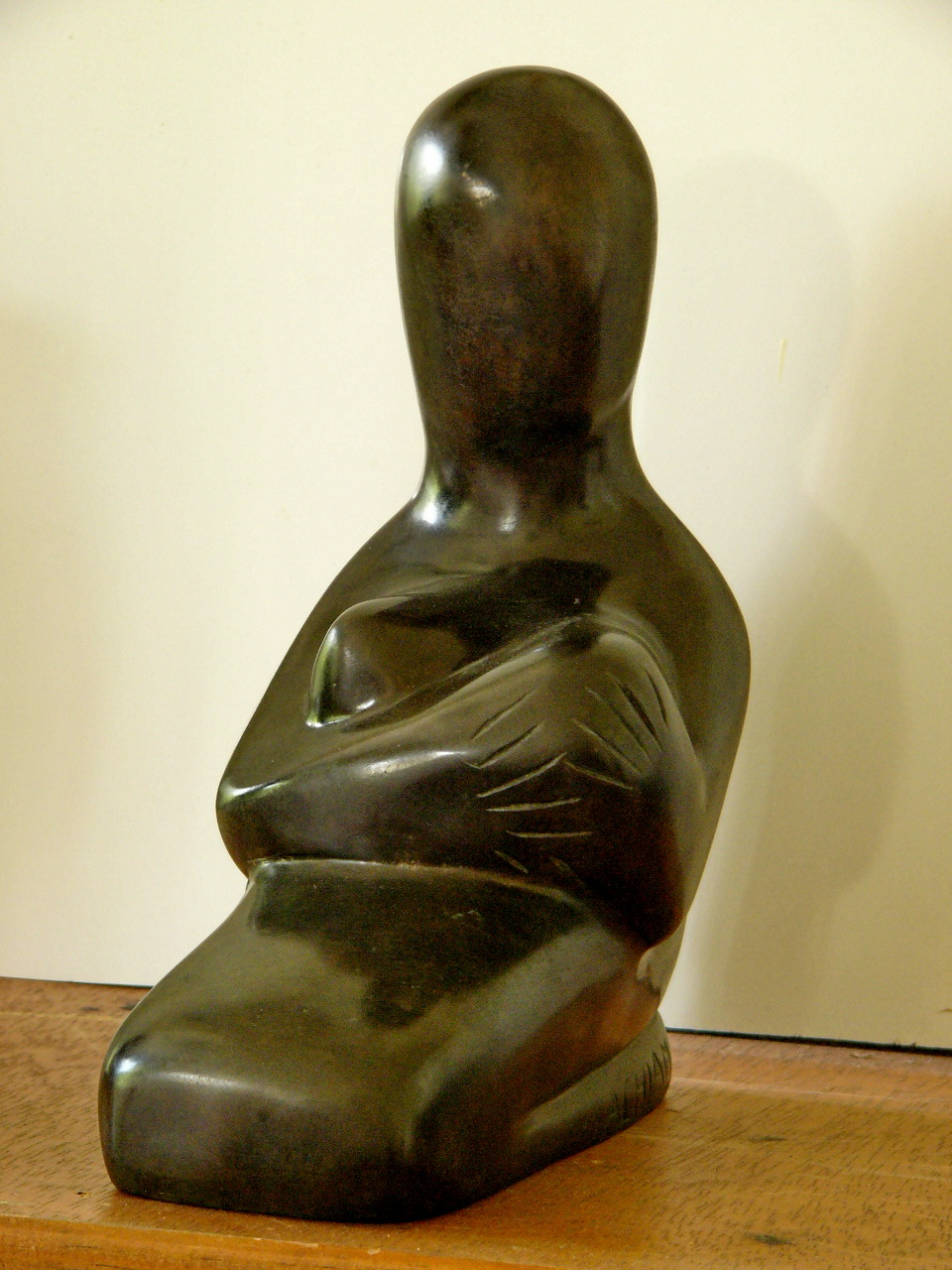
Allaitement, Achiam (1916-2005), bronze.
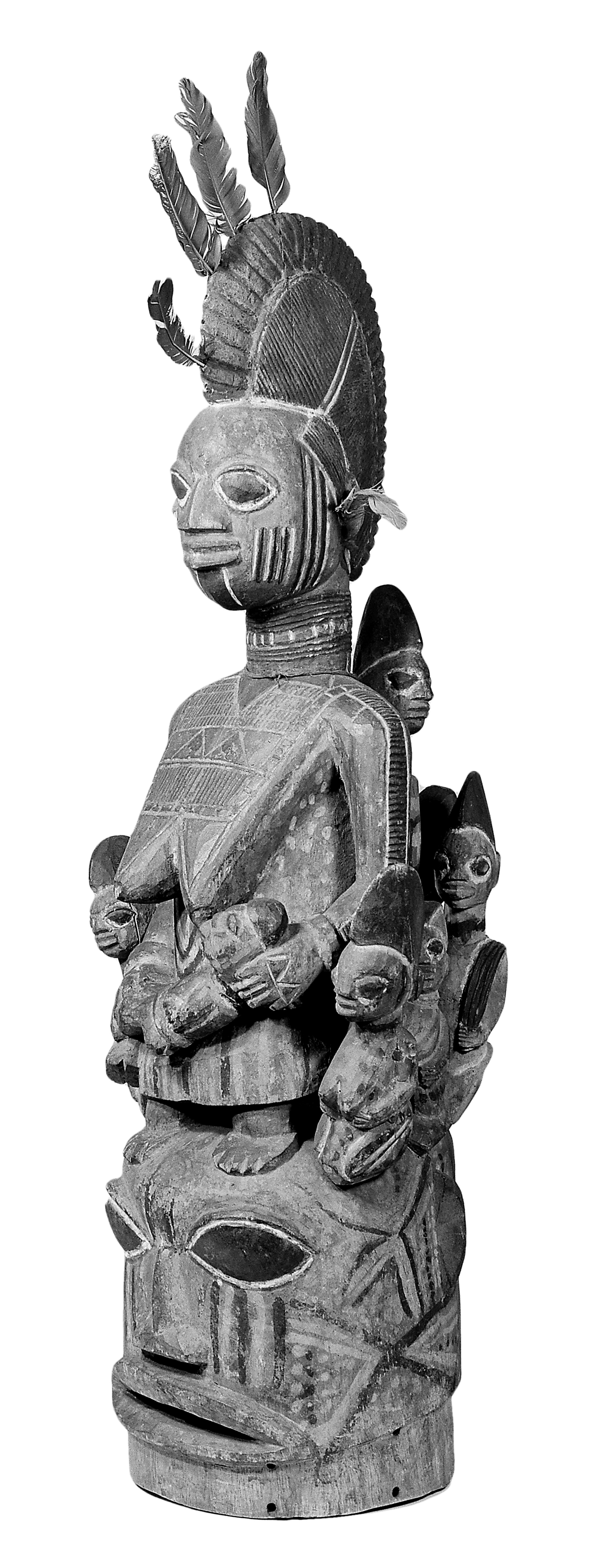
Statue originaire du Nigéria
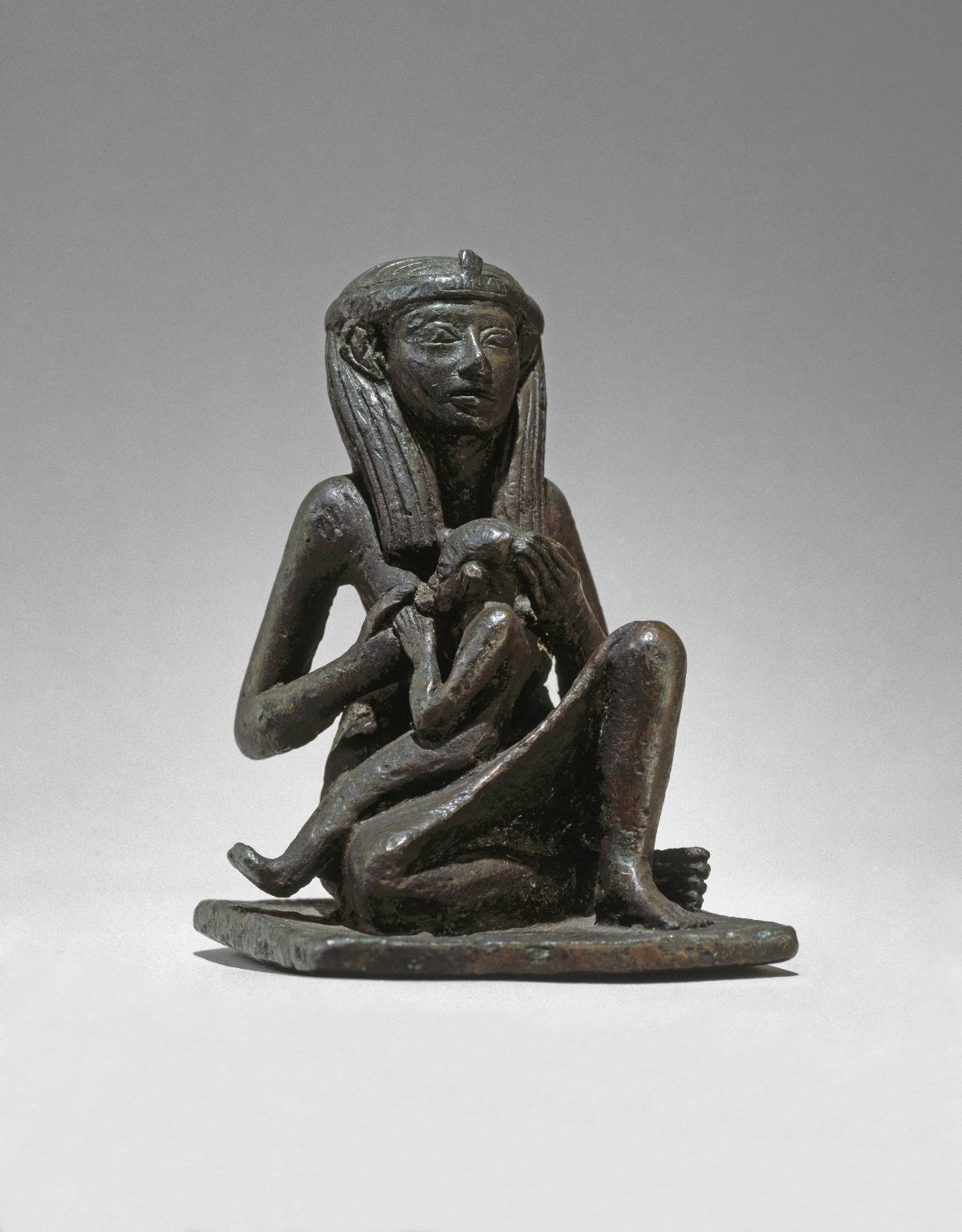
Princesse égyptienne allaitant son enfant
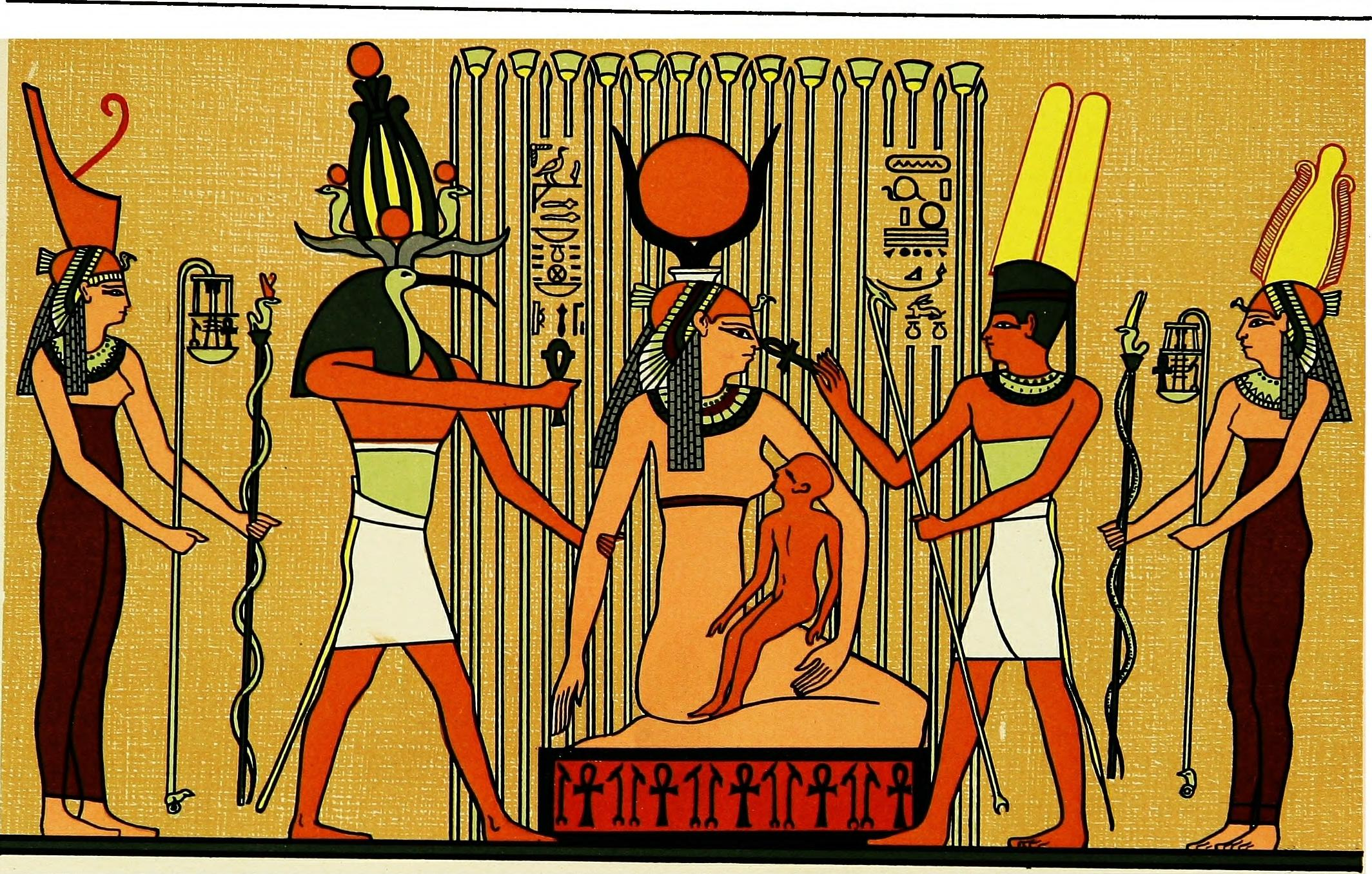
Scène d'allaitement égyptienne
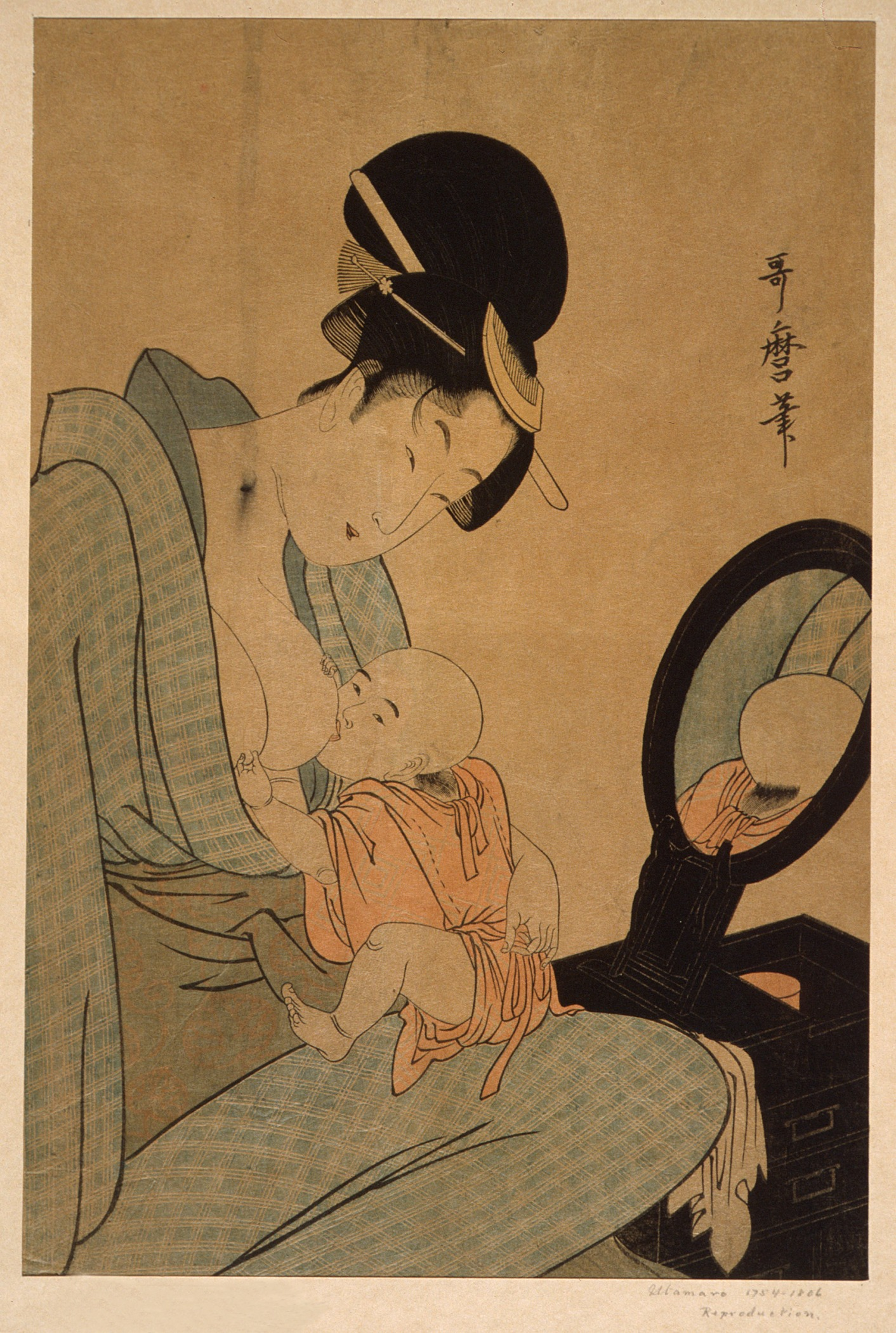
scène d'allaitement japonaise

### Filmographie
- Conseils aux nouvelles mamans : soins aux nouveau-nés, film documentaire réalisé par Patricia Gugelot, Assistance publique Hôpitaux de Paris, Paris, 1998, 23 min (VHS)
- Le Lait, c'est sein..., film documentaire réalisé par Olivier Frei, Centre hospitalier universitaire vaudois. Centre d'enseignement médical et de communication audiovisuelle, Lausanne, 2001, 23 min (VHS)
- Allaiter : une relation fondamentale, film documentaire réalisé par Alain Casanova et Monique Saladin, DID, Paris, 2004, 310 min (2 DVD)
- Allaiter, ça fait mal ?, conférence de Régine Prieur (25 min) dans Ces bébés qui nous font mal, 2e journée Spirale, Ramonville, 27-28 mars 2008, films documentaires réalisés par Patrick Ben Soussan, Erès, Toulouse, 2008 (série de 5 DVD)